# Kína művészete

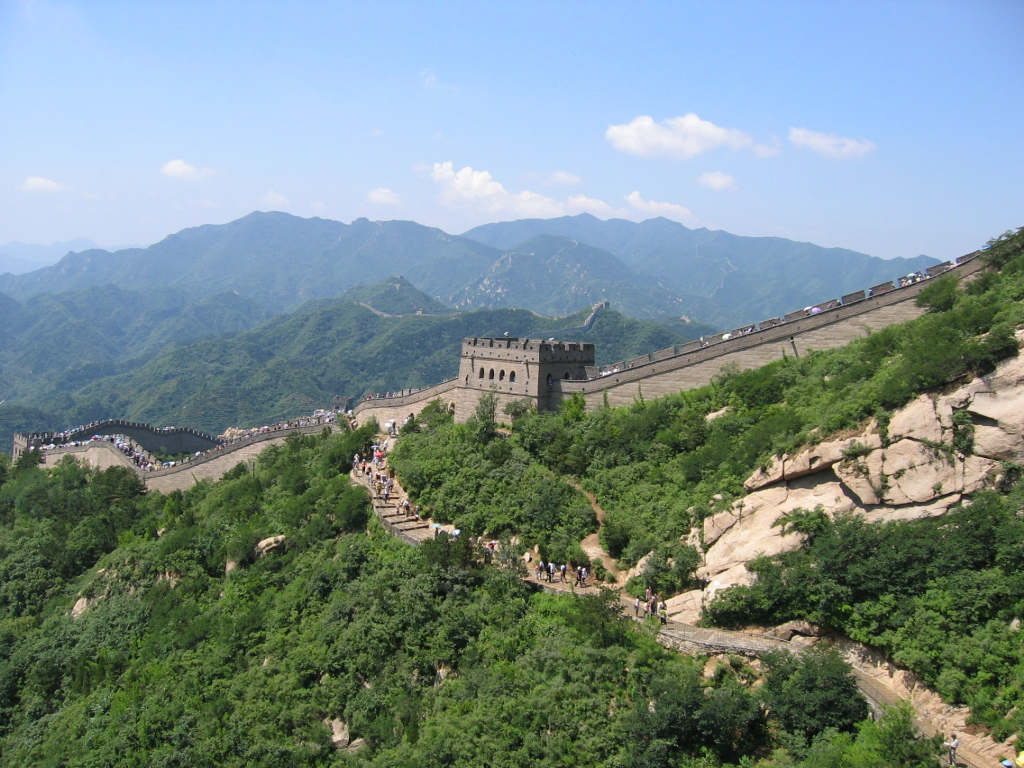
A kínai nagy fal részlete

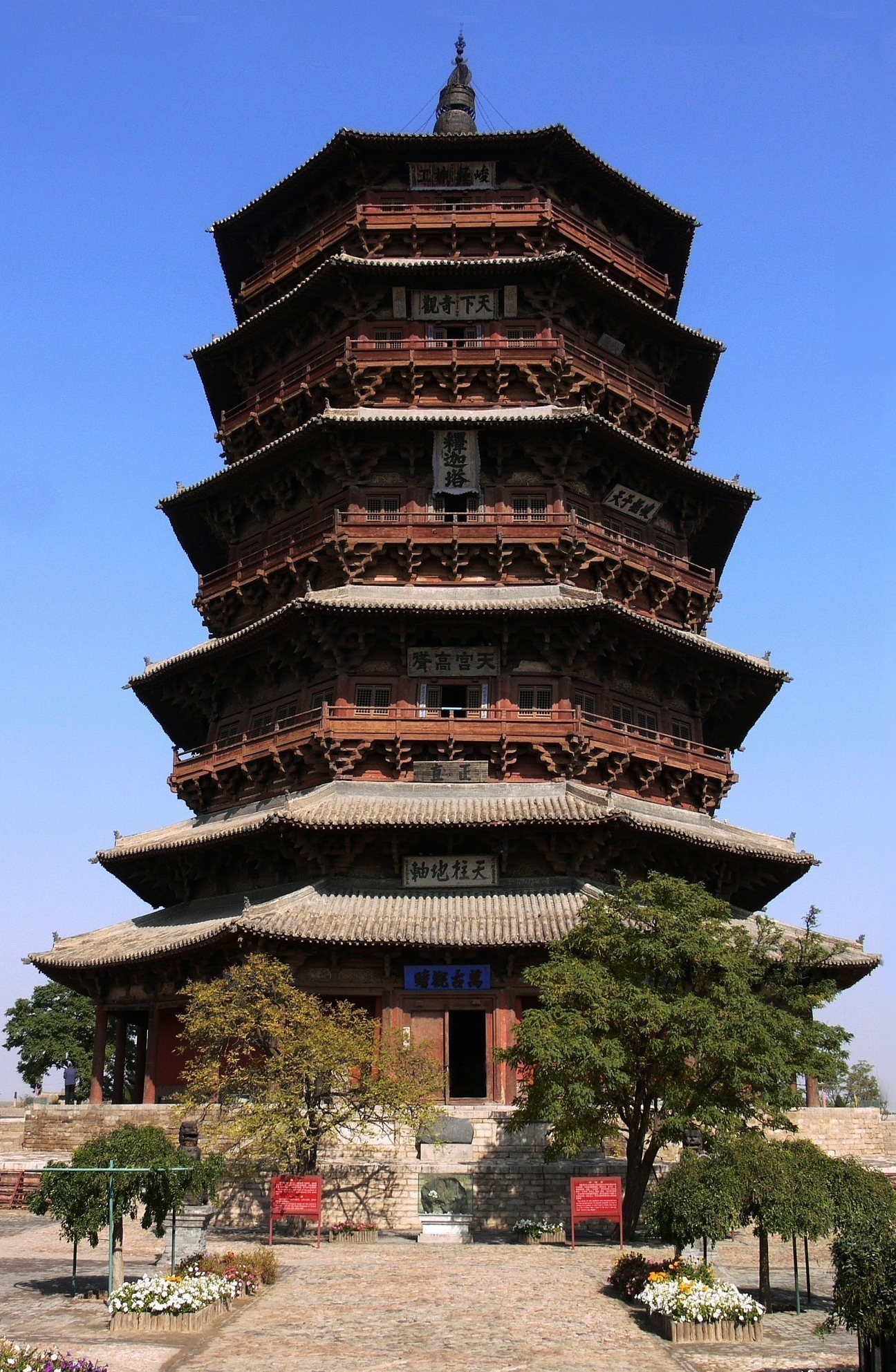
A világ legrégebbi és legnagyobb fa pagodája Szucsouban 1056

Kína művészete a legrégebbi fennmaradt, több évezredes múltra visszatekintő kínai civilizáció művészeti megjelenése. A képzőművészetben a kerámiák, bronzok, jáde faragványok, selymek és a lakk műtárgyak művészi színvonala évszázadokig itt volt a világon a legmagasabb. A kínai művészet átfogja a hatalmas ország múltját és jelenét, a kínai művészek alkotásait otthon és külföldön egyaránt.

## Hagyományok és hatások
A nyugati civilizációtól erősen eltérően a kínai kultúrában rendkívül erős a hagyománytisztelet és folytonosság, ami az ázsiai típusú társadalmi szerkezet szilárdságát tükrözi. A Ming-dinasztia korának fejlett regényirodalma például jól felismerhetően a hat-nyolc évszázaddal korábbi Tang-dinasztia hagyományaira épül. A Csing-dinasztia (Qing-dinasztia) tájképfestményei hasonlóan épülnek fel a Szung-dinasztia (Song-dinasztia) korabeli alkotásokhoz. A kínai művészek elsődleges célja sok évszázadon át nem valami új létrehozása, hanem az ősi modellek lehető leghűségesebb utánzása, újraalkotása volt. Végső soron ez a koncepció a konfucianizmusban gyökerezik, amely többek között arra utasítja a tanítványokat, hogy tiszteljék a mestert.
A Kínában elterjedt egyéb vallási és filozófiai tanítások is jelentős hatást gyakoroltak a művészi alkotásra. A taoizmus főleg a természettel harmóniában lévő élettel foglalkozik. A festészeti technikák a taoista jin-jang doktrína hatásait is mutatják, például a festett és az üres felületek dialektikus váltakozásában, vagy a „nedves” és „száraz” ecsetvonások kontrasztjában. A taoista mitológia alakjai is gyakran megjelennek a kínai művészeti alkotásokban. A buddhizmus hatása kevésbé hangsúlyos, különösen mivel idővel szinte a felismerhetetlenségig kínaiasodott. A 16. századtól kezdve a nyugati hatások is megjelentek Kínában, főleg az európai misszionáriusok munkássága révén.
A kínai művészet fő pillérei a császári udvar, valamint a tudományos körök voltak. Emellett, különösen az irodalomban és a festészetben, magányos művészi személyiségek, tudósok vagy volt tisztviselők is voltak, akik műveiket a „világ zajától” visszavonultan alkották, különösen a dinasztikus változások politikai viharai, belső háborúi idején.
A kínai művészet kisugárzása egész Kelet-Ázsiában megfigyelhető. Különösen hangsúlyosak azokon a területeken, amelyek egyes korszakokban kínai uralom alatt álltak, mint Korea és Vietnám, vagy amely térségekben sok kínai telepedett le (Szingapúr, Malajzia, Indonézia). Japán művészeire is nagy hatással volt Kína, ők egyes területeken lényegesen túl is szárnyalták  példaképeiket, például a lakkművészetben. A 16. századtól kezdve a kínai műalkotásokat – különösen a porcelánt – nagyobb mértékben exportálták Európába, ahol hatással voltak a nyugati művészetre is.

## Története

### Újkőkor

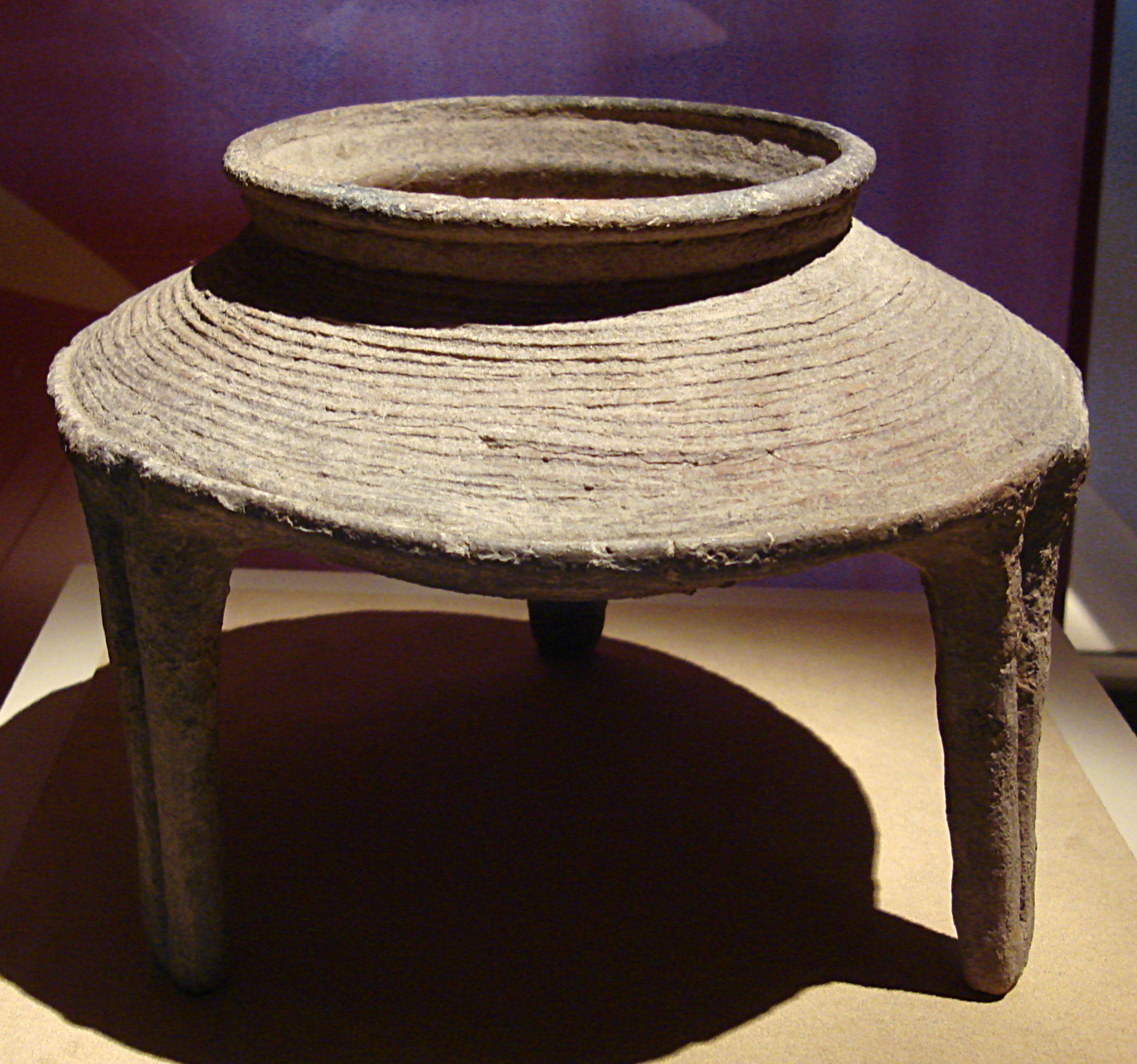
Zsinórdíszítéses Jangsao (Yangshao)-kerámia – főzőedény

A kínai művészet korai formáit az újkőkorszaki a Jangsao-kultúra (Yangshao-kultúra) időszakából találták meg, amely az i. e. 6. évezredre nyúlik vissza. A korai kerámiaedények gyakran festetlenek voltak, és zsinórdíszítéssel látták el őket. A legkorábbi díszítőelemek között halak és emberi arcok voltak, de ezek végül szimmetrikus-geometrikus absztrakt mintákká fejlődtek, amelyek közül sokat festettek is.
A kifejlett Jangsao (Yangshao)-kultúra legszembetűnőbb vonása a festett kerámia széles körű használata volt, emberi arcokkal, állatábrázolásokkal és geometriai mintákkal. A későbbi Lungsan-kultúra (Longshan-kultúra) gyakorlatától eltérően a Jangsao (Yangshao)-kultúra még nem használta a fazekaskorongozást. A régészek szerint a Jangsao (Yangshao) társadalom a matriarchátuson alapult. Az ásatások kimutatták, hogy a gyerekeket festett kerámiaedényekben temették el.
A Liangcsu-kultúra (Liangzhu-kultúra) volt az utolsó neolitikus kultúra a Jangce deltájában, és körülbelül 1300 évig tartott, már a történelmi Sang-dinasztia (Shang-dinasztia) előzményének tekinthető. Jáde-kultúrának is nevezik gazdag jáde művészet alapján. Jellemzőek a finoman kidolgozott nagy rituális jáde-darabok, a finoman vésett madarak, teknős vagy hal formájú medálok és amulettek. 

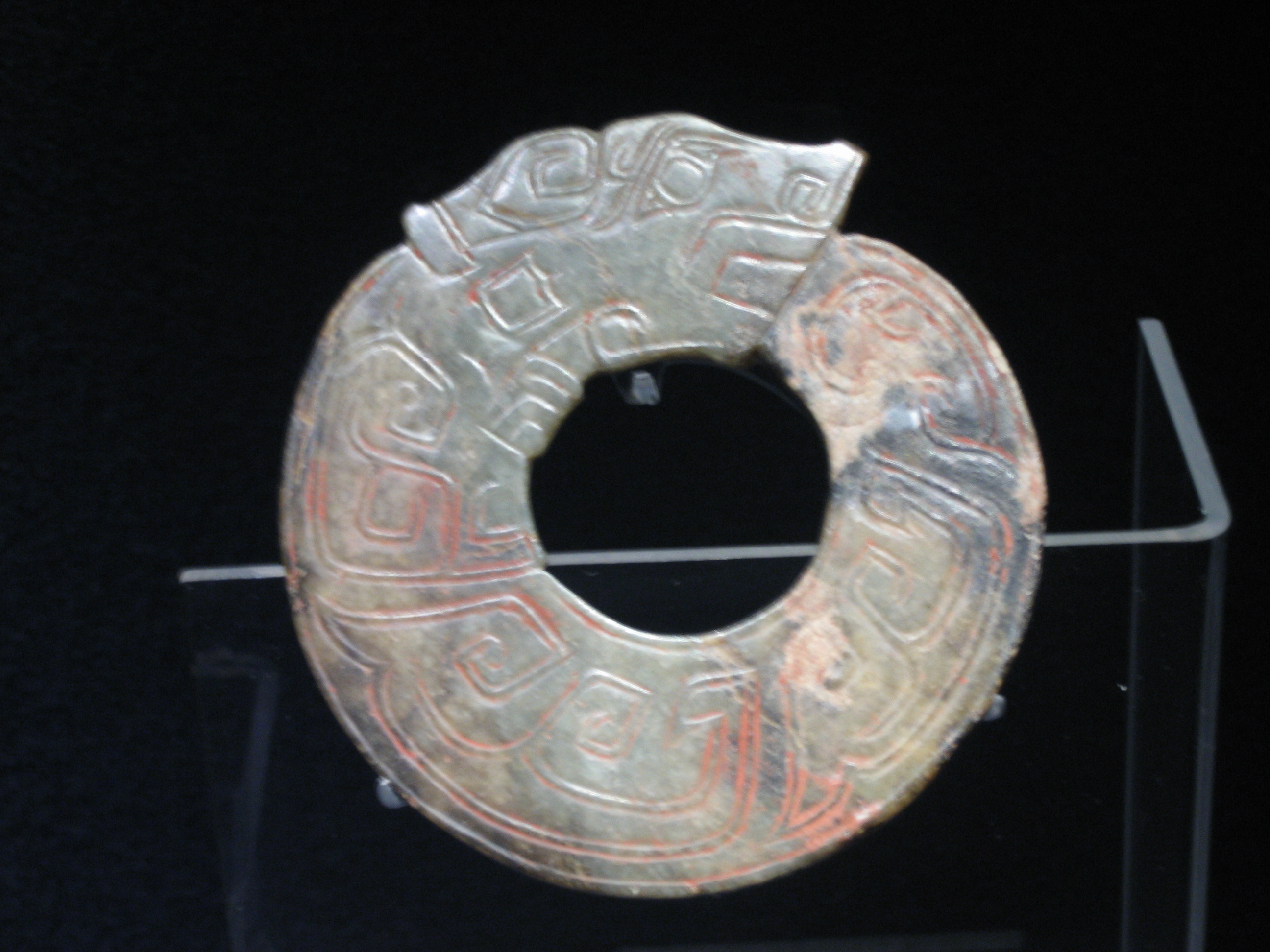
Pi (Bi)-korong (Sang-dinasztia (Shang-dinasztia))
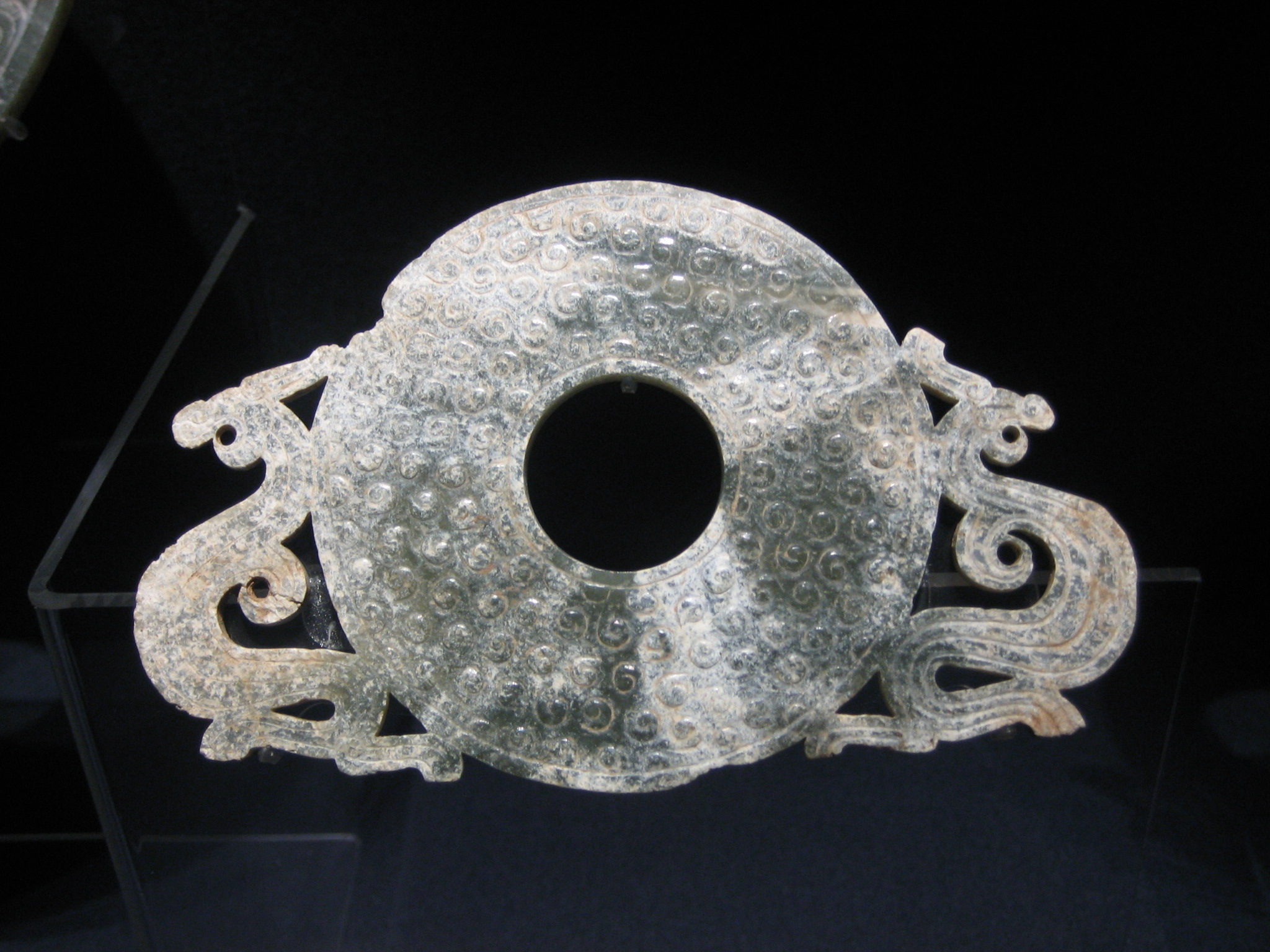
Pi (Bi)-korong (Csou-dinasztia (Zhou-dinasztia))
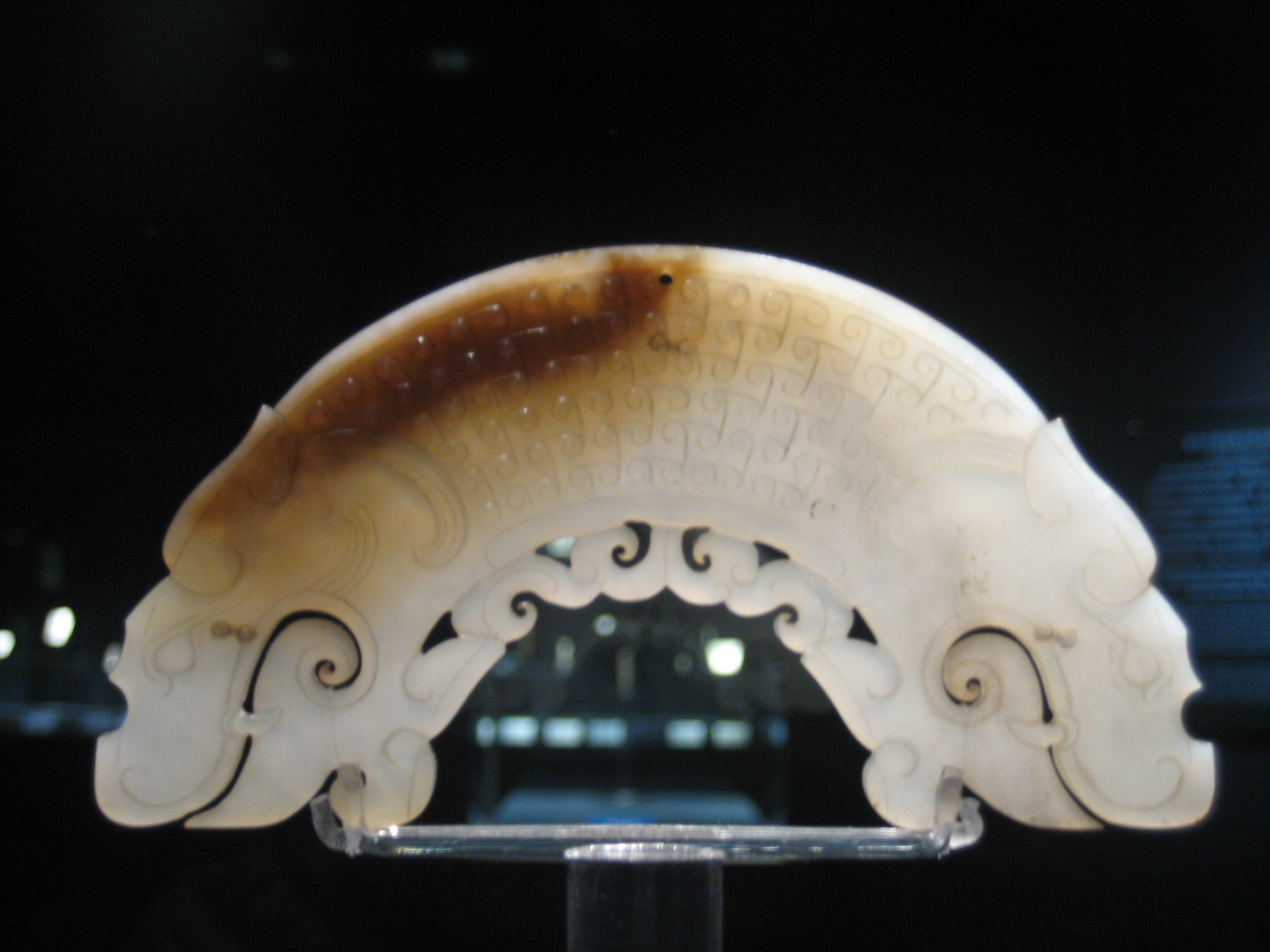
Kétfejű jádesárkány (Csou (Zhou))
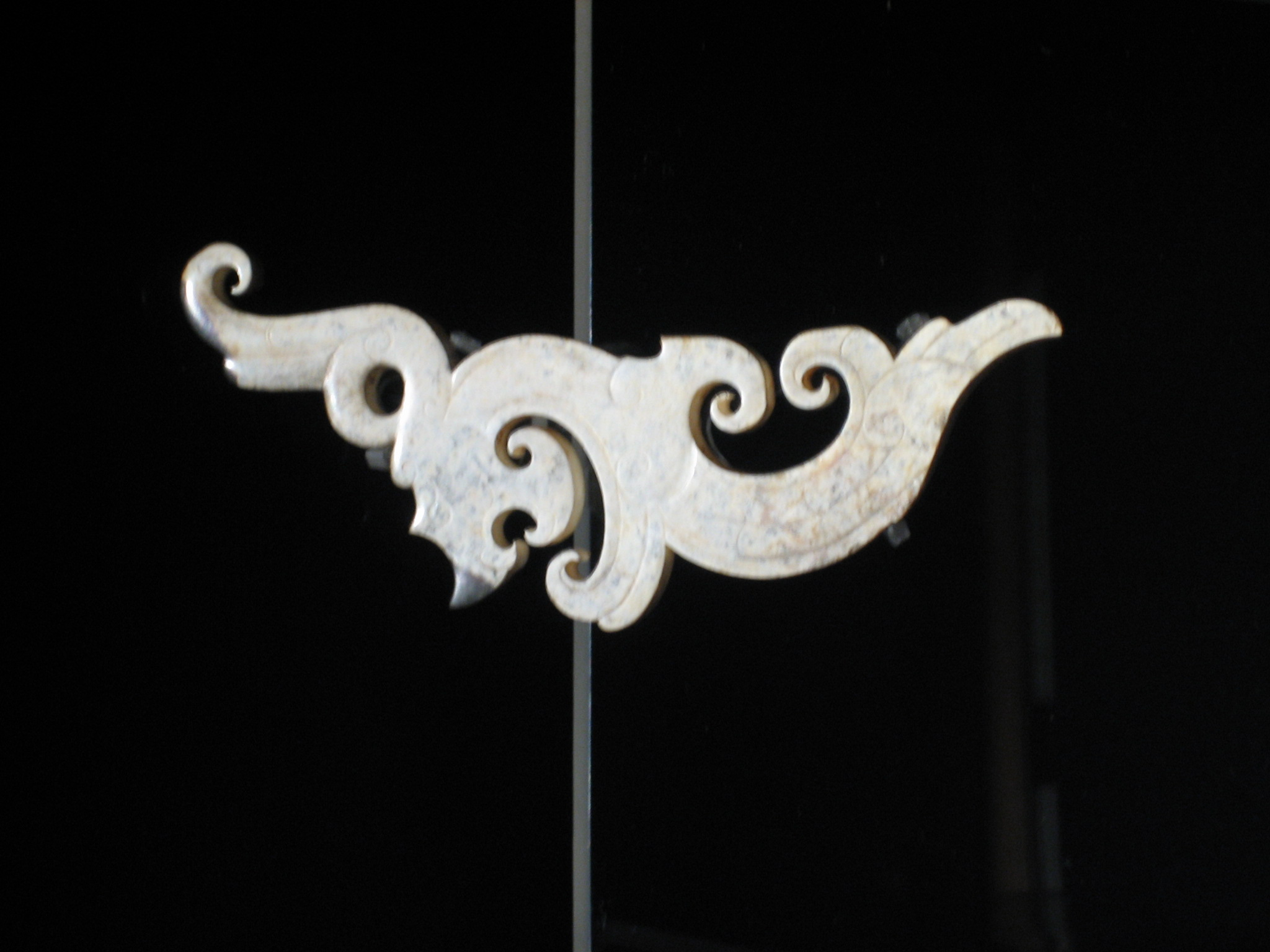
Jádesárkány (Csou (Zhou))

### Bronzkor –Sang(Shang)-dinasztia
A kínai bronzkor a Sang-dinasztia (Shang-dinasztia) (i. e. 1600 körül – i. e. 1046) idején kezdődött, amely gazdagon kidolgozott bronz műtárgyairól nevezetes. A kor kovácsai jellemzően a városokon kívüli műhelyekben dolgoztak, rituális edényeket valamint főleg katonai célokra szekérfelszereléseket készítettek. A százszámra készült, tucatnyi különböző típusú bronzedényt vallási szertartásokon használták folyadékok tárolására, ételek, italok kínálására. Megjelentek a bronz fegyverek is, bár még sokáig használtak a hadviselésben kőből készült fegyvereket is.
A Sang (Shang)-korszak edényein jellemzően a teljes rendelkezésre álló felületet díszítéssel borították be, gyakran stilizált formákkal, valós és képzeletbeli állatokkal. A leggyakoribb motívum a tao-tie, egy kétdimenziós, szimmetrikusan ábrázolt mitikus lény. 
A kor végére kialakult egy összetett díszítési mód, viszonylag állandó, korlátozott számú motívummal, amely később megjelent az elefántcsontból és jádéból készült tárgyakon is. Ez a díszítési mód rendkívül leegyszerűsített, szimmetrikusan elhelyezett figurákat használt.
A Sang (Shang)-dinasztia és a Csou-dinasztia (Zhou-dinasztia) közötti átmenet során a bronzok formája és funkciója fokozatosan megváltozott, egyre inkább világi célokat szolgáltak. A hadakozó fejedelemségek korában a bronzedényeken gyakran jelentek meg lakomák és vadászjelenetek, míg mások absztrakt mintákat ábrázoltak arany- és ezüstberakásokkal, valamint értékes drágakövekkel. A csiszolt bronztükrök is egyre gyakoribbá váltak.
A Sang (Shang)-korszak bronzai nagy elismerésnek örvendtek a több mint kétezer évvel későbbi Szung-dinasztia (Song-dinasztia) (960–1279) idején is. Különösen nagyra értékelték a föld alól előkerült bronzedényeken képződött zöld, kék, sőt néha vöröses patinát.
A korai kínai bronzművészet tanulmányozása a művészettörténet speciális területe.

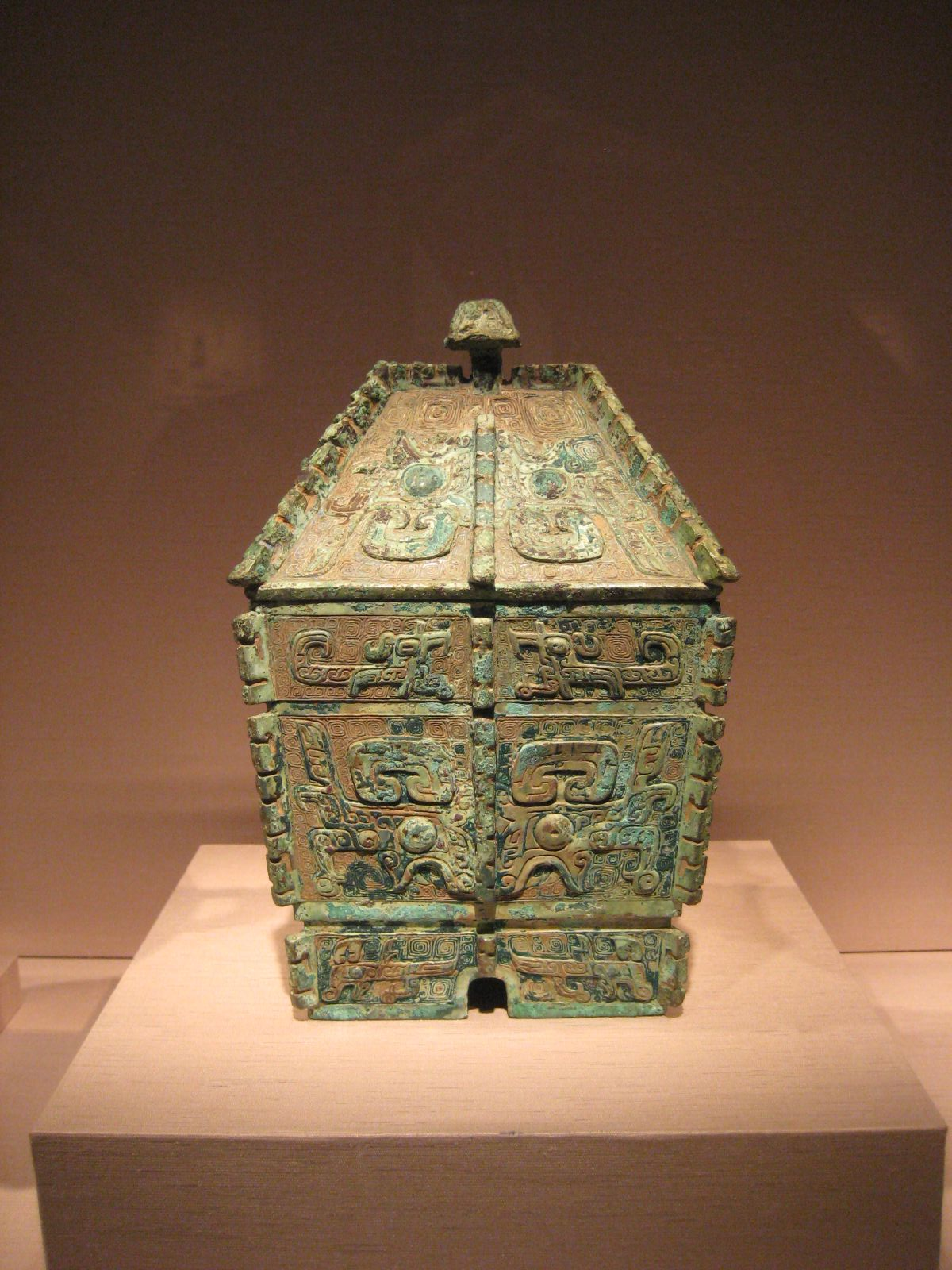
Sang (Shang)-kori bronzedény
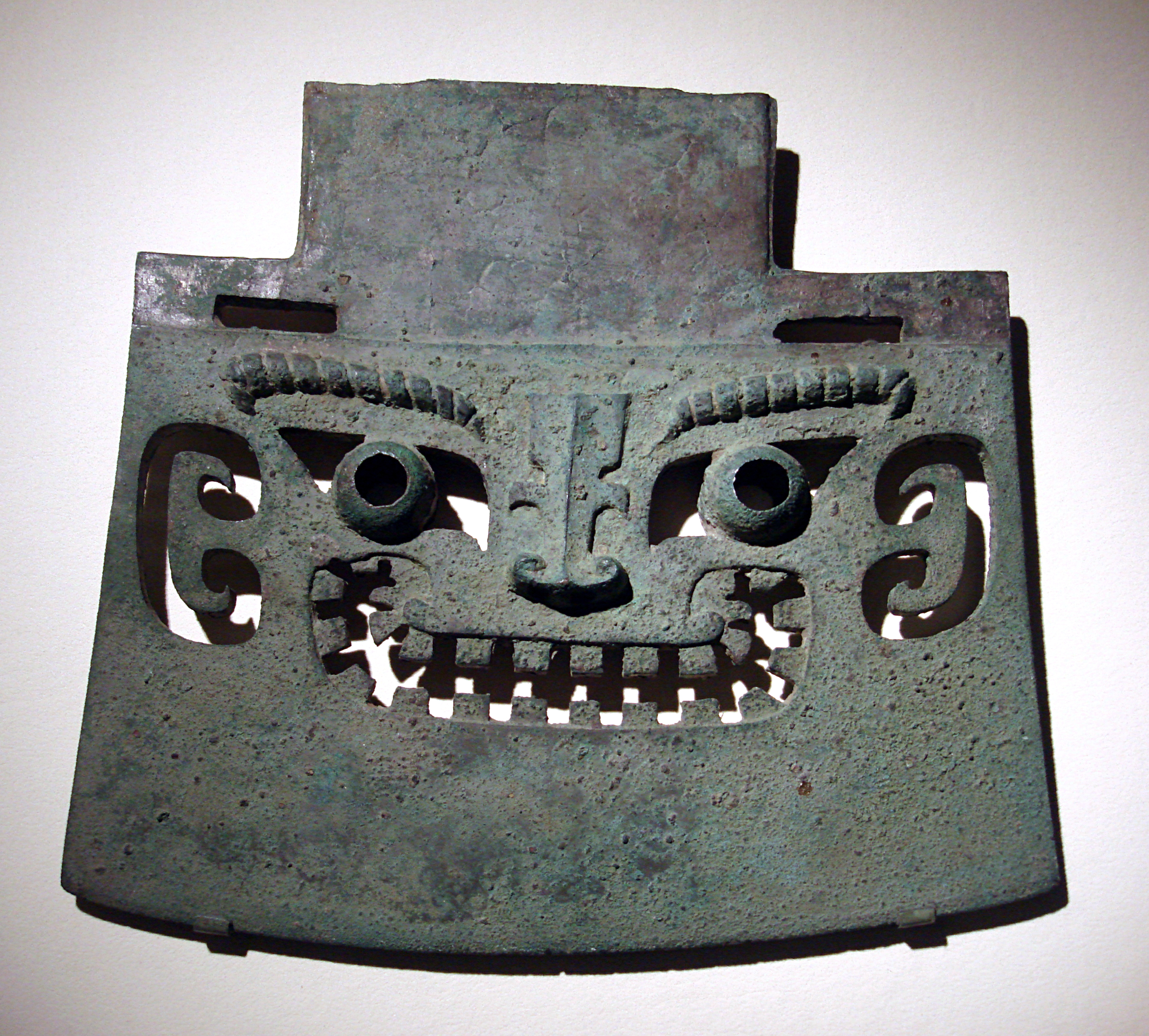
Rituális fejsze (Sang (Shang))
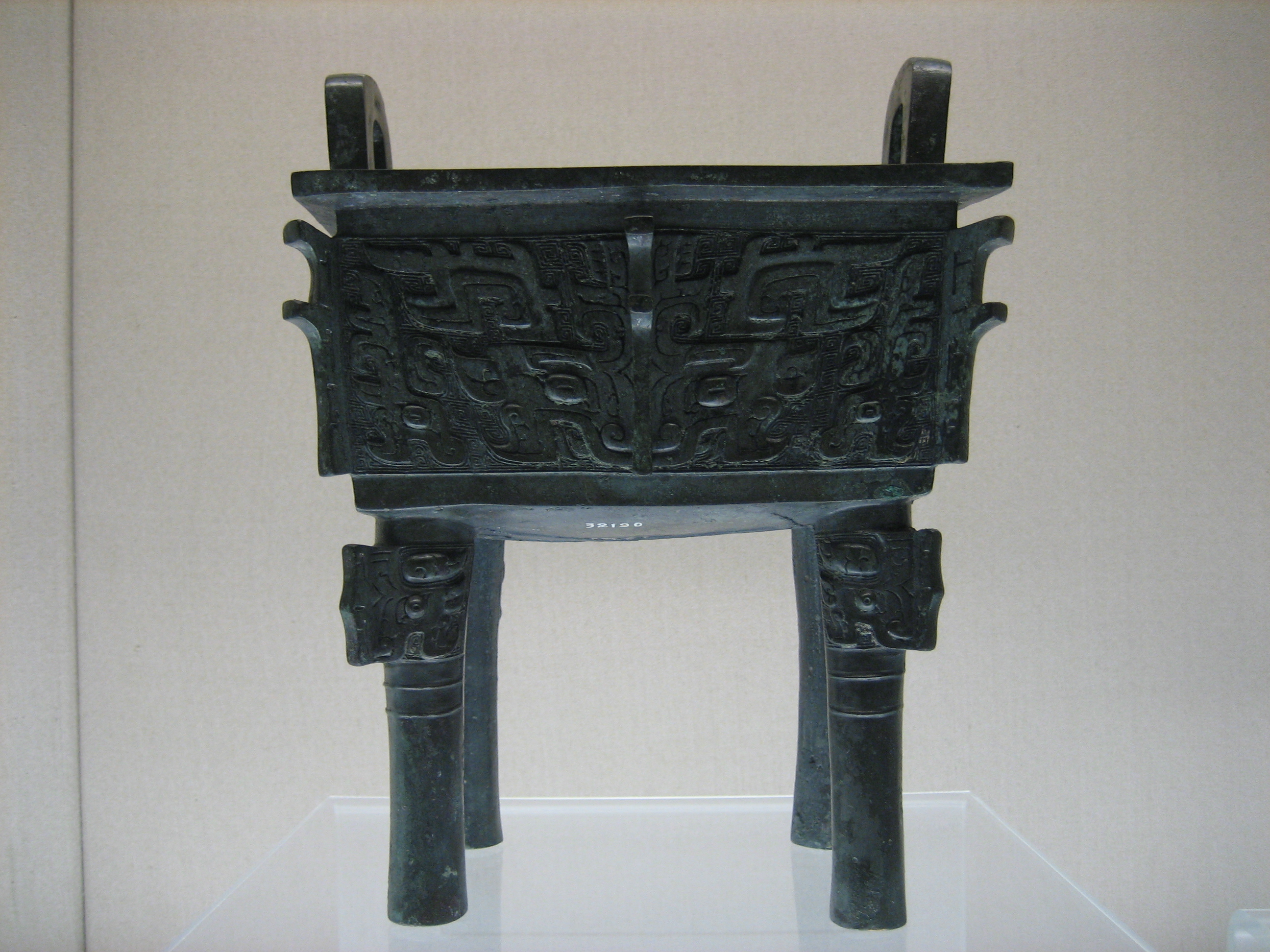
Csou (Zhou)-kori bronzedény
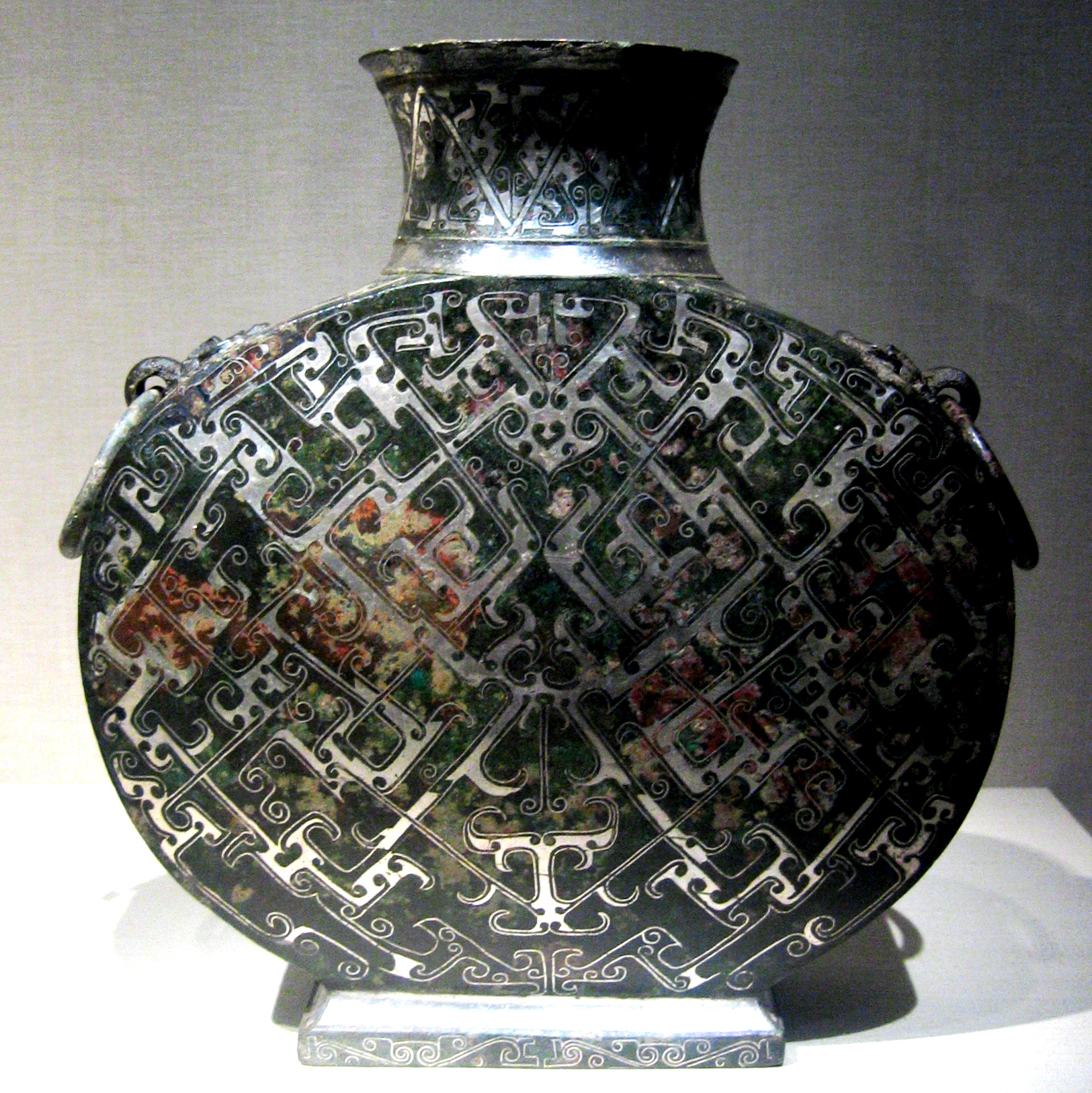
Kanna (Csou (Zhou))

#### Korai kínai zeneművészet

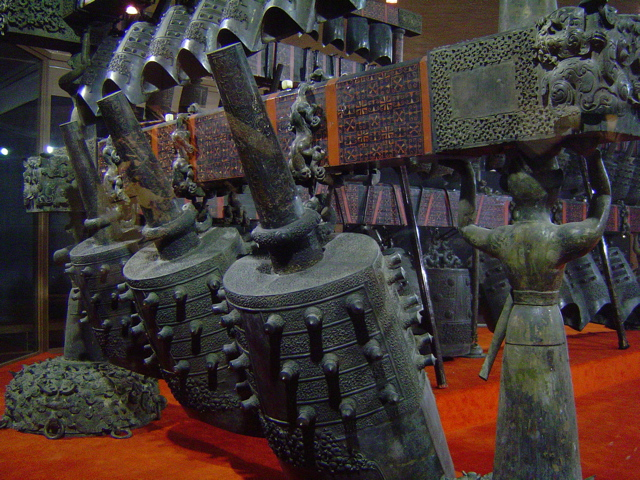
Bronzharangok, Csou (Zhou)-dinasztia

A kínai zene és költészet első írásos emléke a Dalok Könyvében (Si king (Shī jīng)) testesül meg. Az i. e. 1000 és 600 között keletkezett mű népdalokat, vallási himnuszokat és állami himnuszokat, valamint mindenféle udvari, háborús, böjti és siratódalt tartalmaz. Különösen a szerelmes dalok lenyűgözőek nyelvezetük frissességével és ártatlanságával.
A korai kínai zene elsősorban ütőhangszereken alapult, mint például a bronzharang, amelyet kívülről ütöttek meg; gyakran egész harangsorokat függesztettek fakeretbe. A harangok belsejében karcolásokat és kopásokat találtak, amelyek feltehetően a harang „hangolásából” származnak. A hadakozó fejedelemségek időszakában az ütőhangszereket fokozatosan felváltották a vonós és fúvós hangszerek.
A kínai írásban a „zene” szó második jele (音乐) ugyanúgy íródik, mint az „öröm” szóé (快乐). Konfuciusz i. e. 551–479 és tanítványai nagy jelentőséget tulajdonítottak a zenének, mivel úgy vélték, hogy képes békéssé és kiegyensúlyozottá tenni az embereket, de fordítva, csüggedtté és vitatkozóvá is teheti őket. Hszün-ce (Xunzi) (i. e. 298–220) szerint a zene ugyanolyan fontos volt, mint a lǐ (礼; „szokás”), a konfucianizmus központi fogalma. Mo Ti (墨子; i. e. 5. század vége), a konfucianizmus kritikusa a zenét pusztán esztétikai kategóriának, és így haszontalan időpocsékolásnak tekintette.

#### Korai kínai költészet
A híres Dalok Könyvét később kiegészítette a Csu elégiái (Chu elégiái) (楚辭) című gyűjtemény, amelyben elsősorban a kínai költészet első nagyobb formátumú költőjének, a félig legendás Csü Jüan (Qu Yuan)nak és követőinek, tanítványainak az alkotásai maradtak fenn az i. e. 4–3. századból, a hadakozó fejedelemségek korából, Csu (Chu) fejedelemség területéről. A hagyományos felosztás szerint a kötet 17 egységre (vers, versciklus, hosszabb elégia stb.) osztható, melynek összeállítása az i. sz. 2. században élt Vang Ji (Wang Yi) nevéhez köthető. Az ebben a gyűjteményben található dalok líraibb és romantikusabb hangvételűek, így a klasszikus kínai költészetnek a Dalok könyvétől eltérő hagyományát képviselik. A szövegeket gyakran a sámánizmussal hozzák összefüggésbe. A fantasztikus tájak leírása Kína első természetköltészetét képviseli. A leghosszabb  Aggodalom szorításában című verset valószínűleg a tragikus alak, Csü Jüan (Qu Yuan) írta politikai allegóriaként.

### A déliCsu(Chu)állam képzőművészete
A korai kínai képzőművészet egyik virágkorát ugyancsak a Jangce völgyében fekvő Csu (Chu) fejedelemség területén élte, amely a hadakozó fejedelemségek korának egyik nagyhatalma volt. Az ott feltárt sírokban festett fa szobrokat, jádekorongokat, üveggyöngyöket, hangszereket és gazdag lakkedény-gyűjteményeket tártak fel. A lakkedényeket vörösre feketén, vagy fordítva, finoman festett alakokkal díszítették. A világ legrégebbi selyemfestményét Csangsa (Changsha) városánál, Hunan tartományban találták meg; egy nőt ábrázol egy főnix és egy sárkány társaságában. Ezek a mitikus lények gyakran szerepelnek a kínai művészetben.

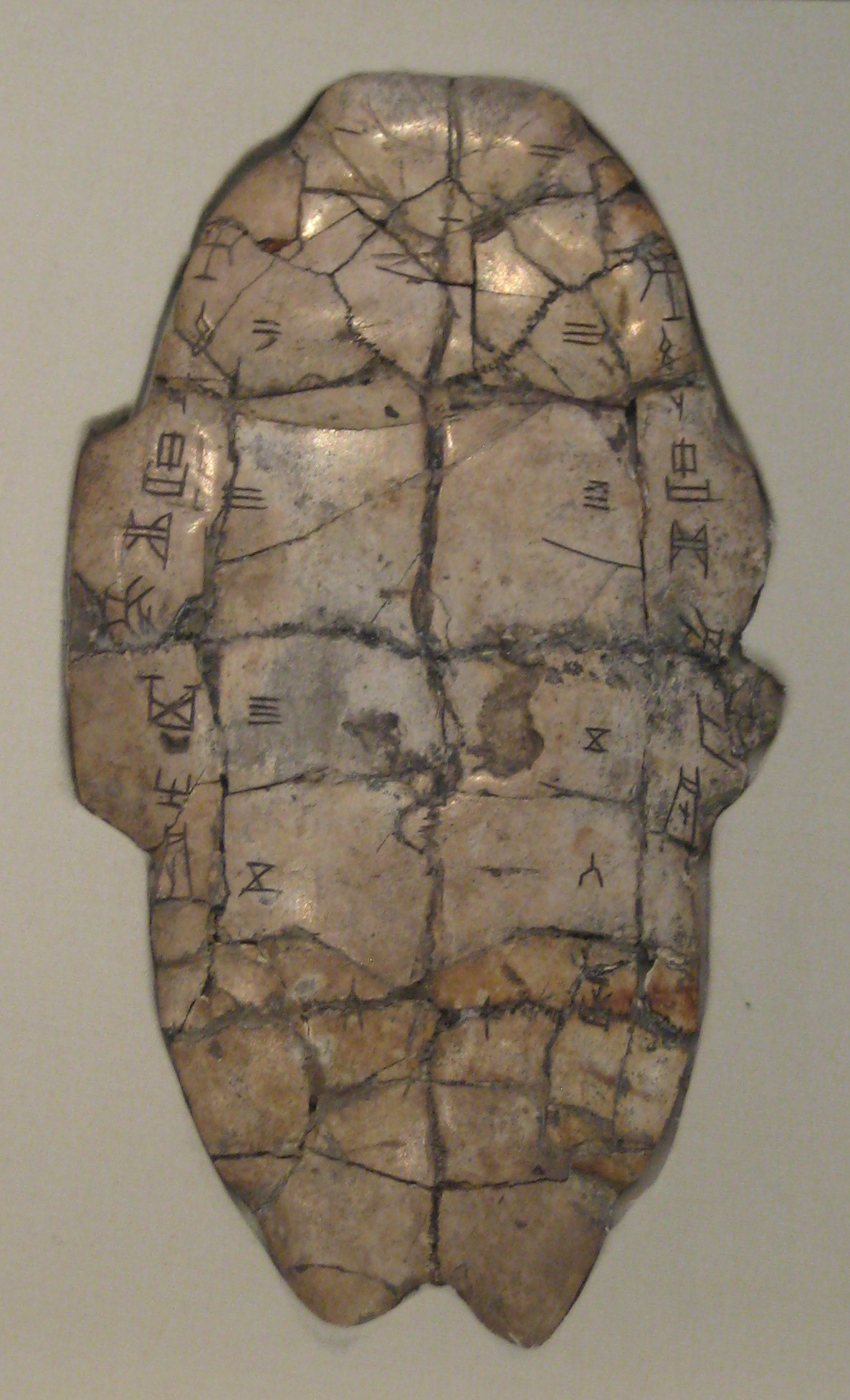
Kínai jóslócsont (Sang (Shang))
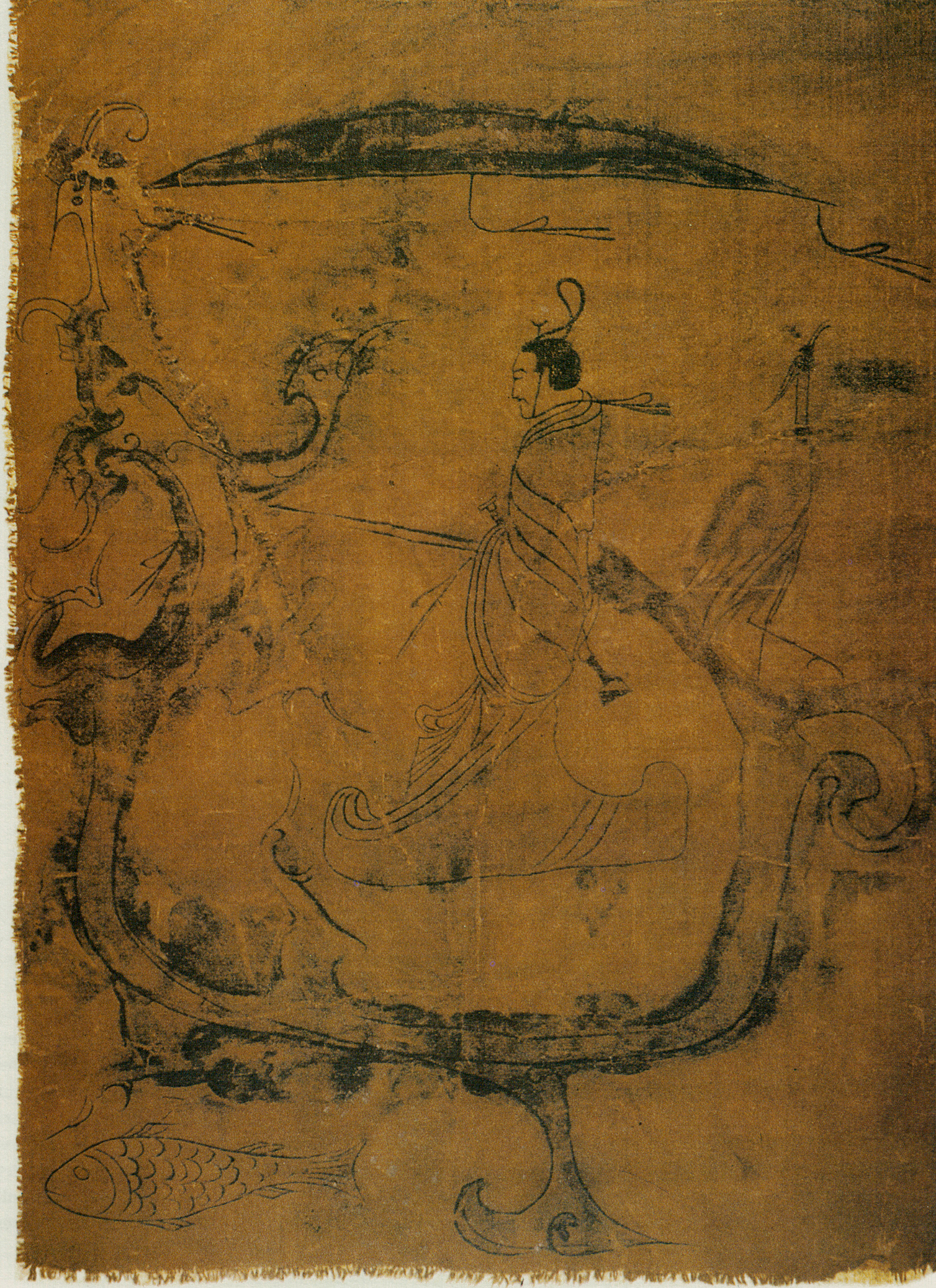
Selyemfestmény (Csou (Zhou), i. e. 6. század)
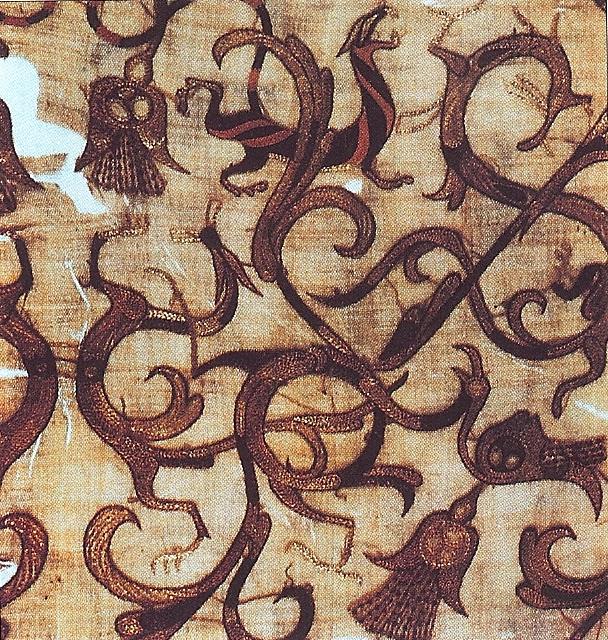
Selyem  (Csou (Zhou), i. e. 4. század)
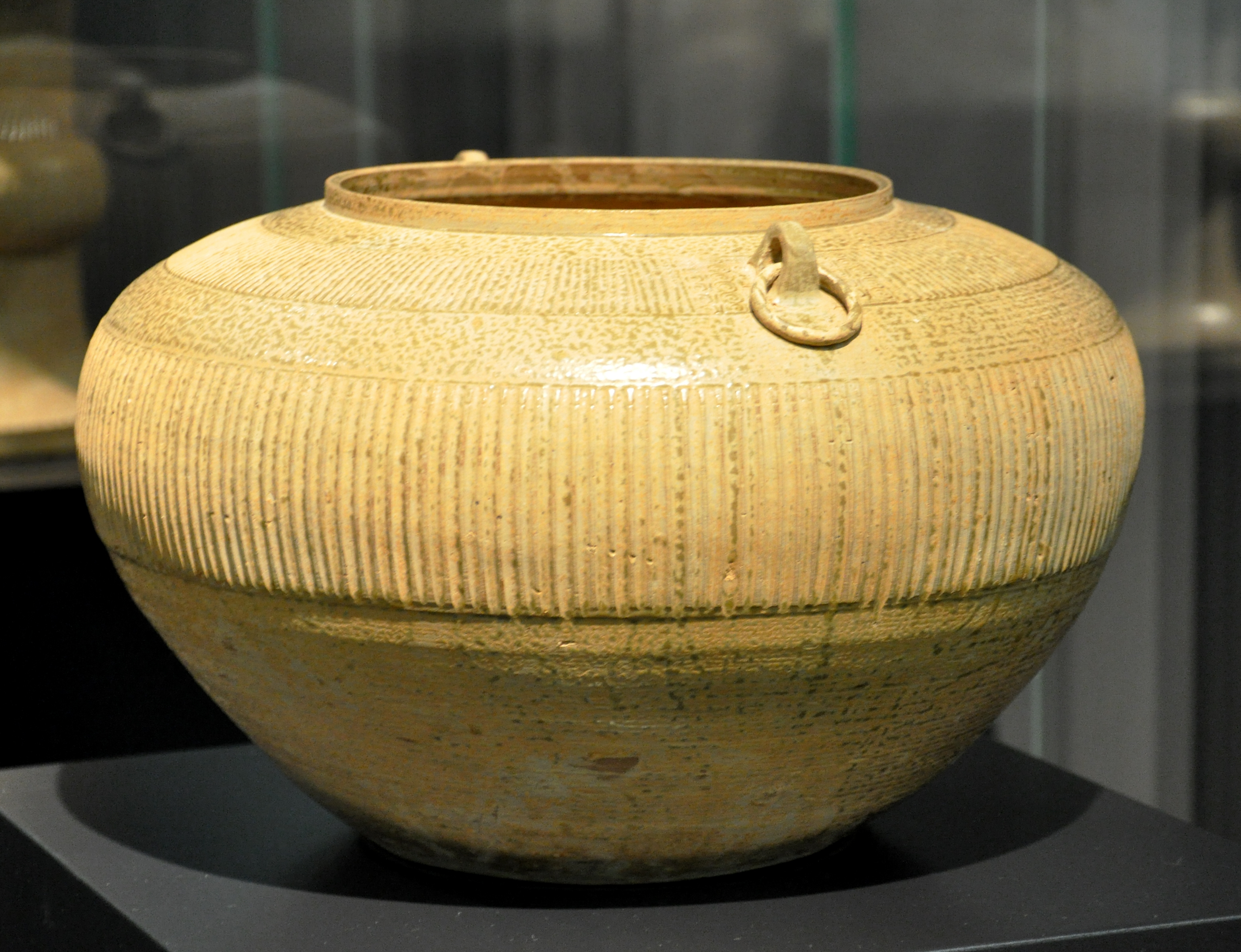
Kerámiaedény (Csou (Zhou), i. e. 4–3. század)

### Csin(Chin)-dinasztia
Rövidsége ellenére a  Csin-dinasztia (i. e. 221 – i. e. 207) (Qin-dinasztia (i. e. 221 – i. e. 207)), amely gyakorlatilag egybeesik az első császár,  Csin Si Huang-ti (Qin Shi Huangdi) uralkodásával, fontos helyet foglal el a kínai művészettörténetben, elsősorban az első császár sírjából feltárt agyaghadsereg miatt. Ez a Sang (Shang)-korszakban még gyakori temetési emberáldozatokat helyettesítette, amikor az elhunyt uralkodó mellé eltemették számos szolgáját, ágyasát, katonáját is.

#### Építészet

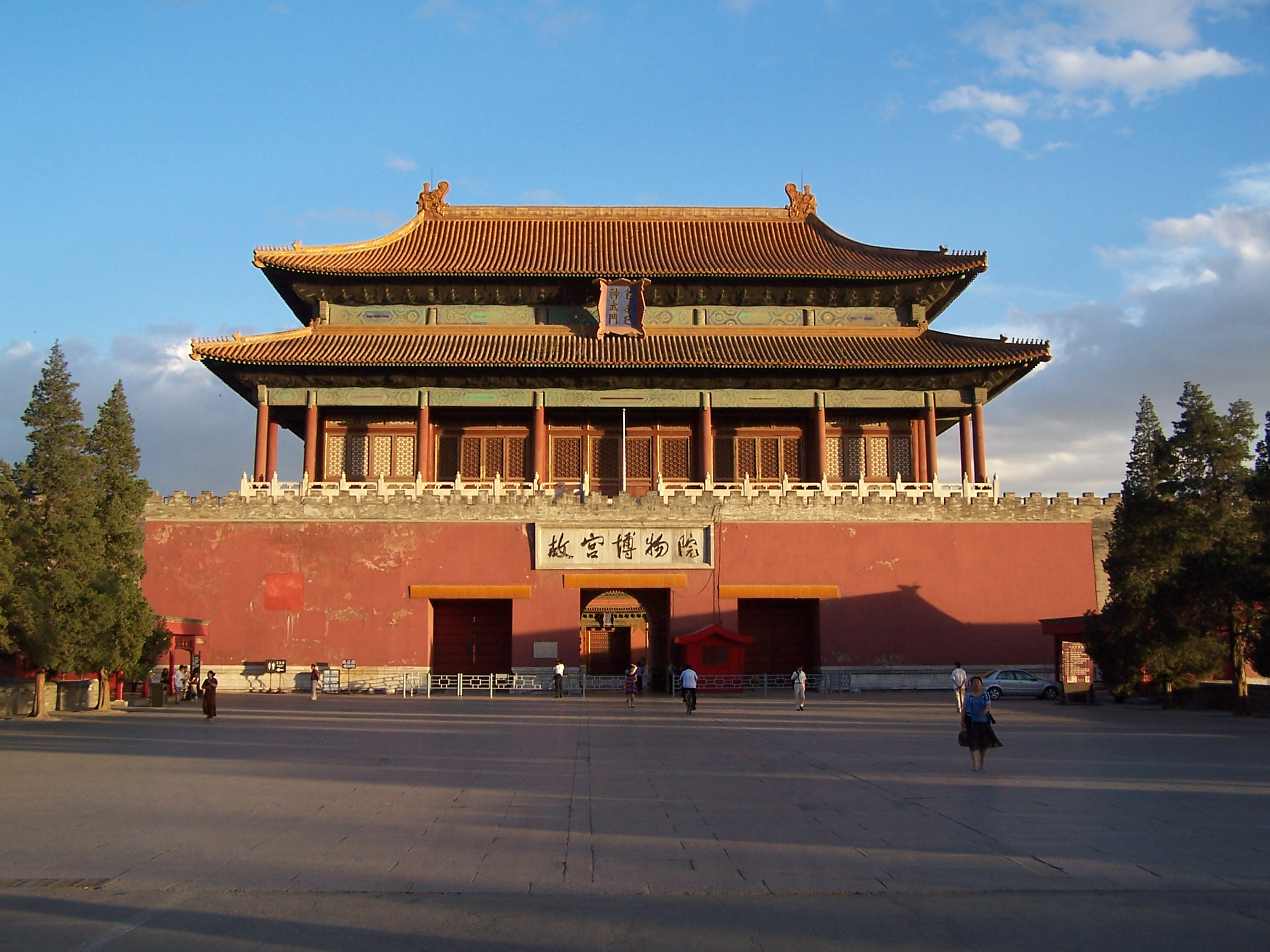
A Tiltott Város északi kapuzata

Kína alapvető építészeti elvei a korai császárkorig nyúlnak vissza, különösen a paloták csarnoképületei. A birodalom egyesítésével az udvari építészet célja a császári nagyság megjelenítése volt.
Korai formájában a császári palota még nagyon differenciálatlan volt, nem tettek szigorú különbséget a lakóövezetek, a reprezentatív épületek, a szakrális építészet, az adminisztratív és kereskedelmi épületek, valamint a raktárak között. Mindezek a területek egymásba olvadtak, és egy viszonylag nagy palotakomplexumot alkottak. Ettől kezdve aztán a palotaépítészet folyamatos fejlődése figyelhető meg az egymást követő dinasztiák során, ami e területek egyre szigorúbb elkülönüléséhez vezetett. A palotaépítészet a Ming-korszakban érte el csúcspontját, a funkciók következetes elválasztásával, a Tiltott Város felépítésével.
Az ősi kínai épületek túlnyomó többsége a történelem folyamán elpusztult, a történelmi viharok mellett elsősorban a favázas épületeket örökösen fenyegető tűzvészek miatt, de a mágikus és világnézeti-filozófiai alapozású építészeti alapelvek gyakorlatilag változatlanok maradtak hosszú évezredeken keresztül. A szigorúan központosított kínai állam uralkodó ideológiai felfogása teljesen kifejeződött az építészetben: a centrális alaprajz, a patriarchális társadalomnak megfelelő hierarchikus rend, a természettől való függés felismerése meghatározó elemei lettek a kínai építészeti kultúrának. Ennek megfelelően a kínai építészetben ismeretlenek voltak az európai építészettörténetre oly jellemző éles váltások is: a stílusváltozások Kínában alig észrevehetően, bizonyos építőelemek lassú módosulásával történtek.
A legtöbb kínai épület fából készült, kőlapra, felfelé hajlott szélű cseréptetővel. A tetőt faoszlopok tartották, melyek fadúcokkal kapcsolódtak a mennyezetgerendákhoz. Az épületek gyakran rendeződtek központi udvar köré és igen fontos volt a hely megválasztása. A legtöbb épület egyemeletes, de épültek többemeletes tornyok, pagodák is, melyek jellegzetes darabjai a kínai építészetnek.
A kínai építészet alapeleme mindig az épületcsoport volt, s ez végső soron a paraszti gazdaság alapegységére, a ház és udvar elválaszthatatlan összekapcsolódására vezethető vissza: míg az alapmértékegység a négy oszlop által bezárt négyszög volt, ezt sokszorozták meg gyakorlatilag minden épületben. A favázas építészetben csak az oszlopoknak és a gerendáknak van lényegi szerkezeti funkciójuk, míg a falaknak csak a térelválasztás a feladatuk: vagyis ez utóbbiak bármilyen vékonyak is lehetnek, nyáridőben akár függönnyel is pótolhatóak. Mindez logikusan összefüggött a természet iránti nyitottsággal és a közösségi ellenőrzés elvével. A kínai ember, különösen a városlakó, gyakorlatilag sohasem lehetett egyedül, sohasem zárkózhatott be „négy fal közé”: építészeti környezete is a központi állami akaratot közvetítette felé, szabványosított szigorúsággal. A tömörfalas építészet másodrendűnek számított, s többnyire a favázasat igyekezett formai elemeivel utánozni: csak ott alkalmazták, ahol a funkció feltétlenül megkövetelte. A technika paradoxona, hogy elsősorban ezek a másodrendűnek szánt, az építészeti gondolkodást kevéssé kifejező építmények maradtak meg az utókorra: a hidak, a kapuk, s nem utolsósorban a falak, köztük ama nevezetes Nagy Fal.

### Han-dinasztia

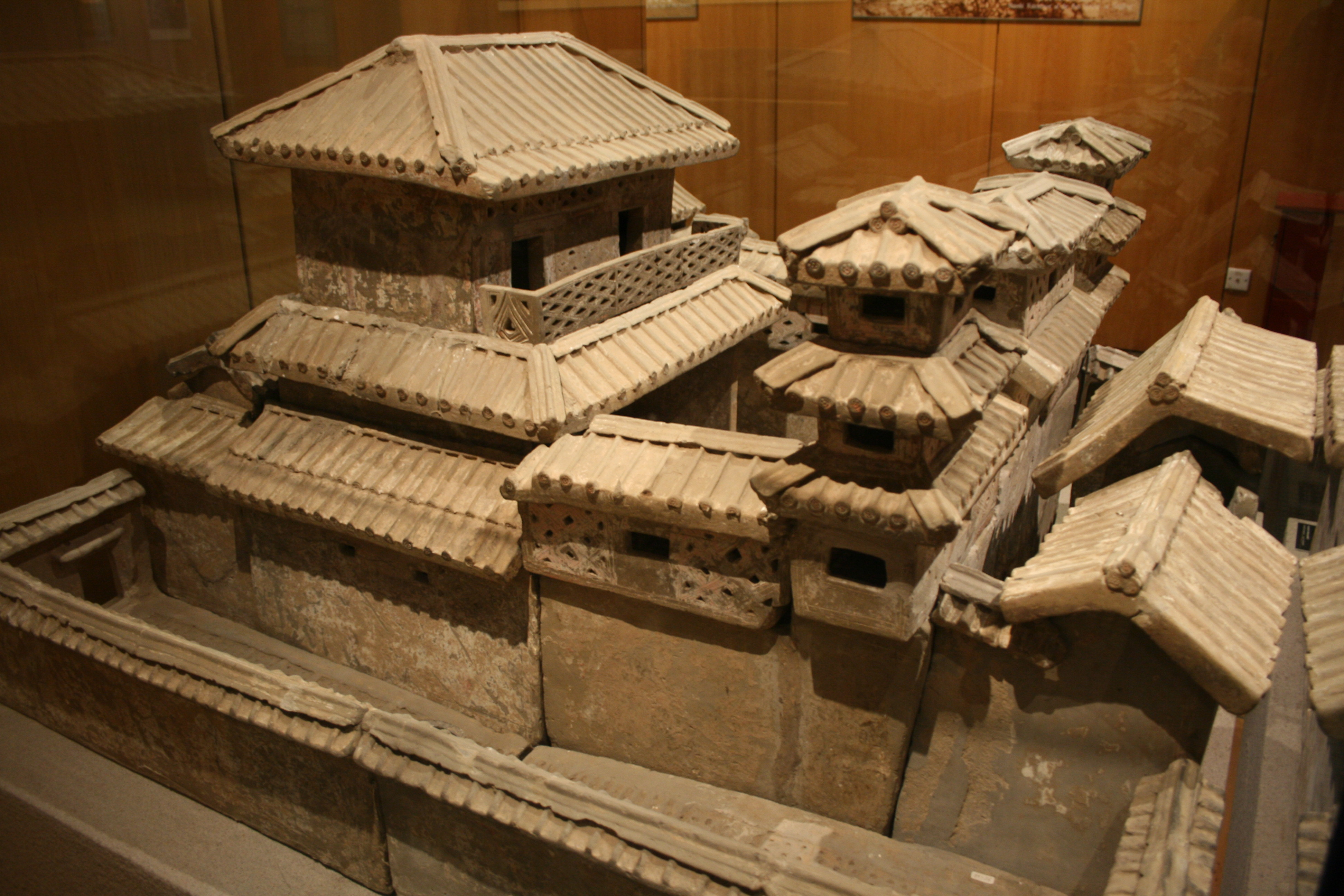
Égetett agyagból készült palotácska

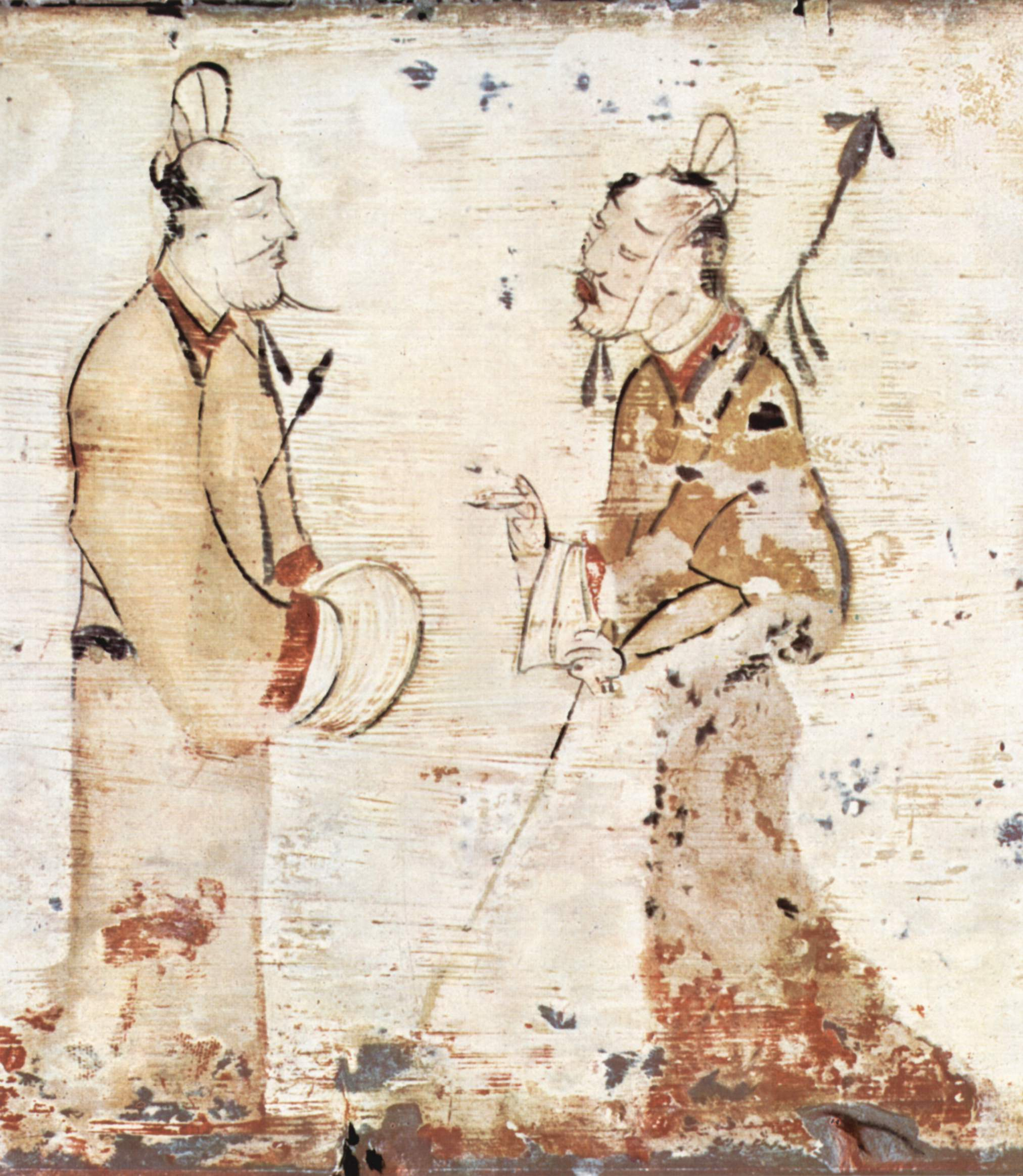
Két nemesember ábrázolása sírból származó csempén

A ma ismeretes, a Han-korszakból (i. e. 206 – i. sz. 220) származó műalkotások nagy része a 20. században feltárt sírokból származik. Kiemelkedő lelet volt Taj hercegnő érintetlen sírja. A sírokban talált tárgyak általában agyag- és kerámiatárgyak voltak. Különösen figyelemre méltóak voltak a többnyire többszintes, erkélyes miniatűr házak, valamint a hasonló stílusban készült hajók és szekerek. Szobrokat, selyemfestményeket, díszesen kidolgozott bronztükröket és füstölőket is felfedeztek a sírokban.
A falburkolatok, amelyek a sír földrajzi elhelyezkedésétől függően nagyban változtak, szintén nagy érdeklődésre tarthatnak számot. Míg például Mandzsúriában tömegtermelt, és ezért viszonylag olcsó dombornyomott vályogtéglákat használtak, addig a Sanhszi (Sanxi) tartománybeli kereskedősírokban található kődomborművek kifinomult díszítőelemeket és állatábrázolásokat tartalmaztak. De még ezek sem közelítik meg az 1947-ben Szecsuan (Sichuan)ban felfedezett, részletes és művészileg kifinomult képeket hordozó csempéket.
A Han-dinasztia képzőművészetének egyik különlegessége volt az apró jádelemezekből készült temetkezési ruha. Egy híres példány a Vuhan (Wuhan) városának tartományi múzeumában található. Hszücsou (Xuzhou) város múzeuma két másik kiváló, teljes egészében megőrzött ilyen öltözetnek ad otthont.

### A három királyság kora és aCsin(Jin)-dinasztia (220–581)

#### Buddhista szobrászat

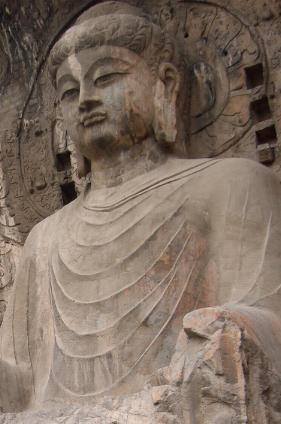
Buddha, Lungmen (Longman)-barlangok, 7. század

A buddhizmus az i. sz. 1. században érkezett Kínába és a 8. századra teljesedett ki a hatása, különösen a nagyméretű szobrok terén. Kiemelkedő példái a Jünkang-barlangok (Junkang-barlangok), a Mokao-barlangok (Mogao-barlangok) és a Lungmen-barlangok (Longmen-barlangok). A kínai buddhizmus azonban nagyon sok kínai sajátosságot vett fel. 
A Szuj-dinasztia (Sui-dinasztia) alatt már megkezdődött trendet követve a buddhista nagyméretű szobrászat a Tang-dinasztia idején egyre realisztikusabb és élethűbb kifejezésmóddá fejlődött. A Tang birodalom kozmopolita jellege, és különösen az indiai kulturális szférával folytatott kulturális csere eredményeként a Tang-kori buddhista szobrok klasszikusabb formát öltöttek, az indiai Gupta Birodalom művészetének befolyása révén.
A buddhista művészet a Tang-kor vége felé hanyatlásnak indult, amikor Tang Vu-csong császár 845-ben betiltott minden idegen vallást, hogy visszaállítsa az őshonos taoizmust korábbi helyzetébe. Elkobozta a buddhista vagyont, és a hívőket a föld alá kényszerítette, ami nagyrészt leállította a művészetet.
Míg a Tang-korszak legtöbb fa szobra nem élte túl az üldöztetéseket, jóval több kőből készült szobor maradt fenn.

#### Kalligráfia
Az ókori Kína udvari köreiben a kalligráfiát a művészi kifejezés legtisztább és legmagasabb formájának tartották. A kor kalligráfiájának legismertebb művelői közé tartozik Vang Hszi-csi (Wáng Xīzhī) (王羲之; 307–365), leginkább az „Orchidea pavilon” (蘭亭序) című művéről ismert. 
A Keleti Csin (Jin)-dinasztiából származó Vej Suo (Wèi Shuò) (卫铄; 272–349) kalligráfus nő ismert művei közé tartozik a Felirat egy híres ágyasról (名姬帖).

#### Festészet
A korszak neves festője és festészeti teoretikusa volt Ku Kaj-cse (Gu Kaizhi)  (顾恺之; 344–405) Vuhszi (Wuxi) városából. Három alapvető műve is fennmaradt:  „A festészetről” (画论); „Bevezetés a Vej (Wei) és Csin (Jin) dinasztiák híres festményeibe” (魏晋胜流画赞); és „A Juntaj (Yuntai)-hegy festéséről” (画云台山记). Véleménye szerint az emberek festésekor a ruházat vagy az általános megjelenés kevésbé fontos; inkább a szemek gondos ábrázolása kulcsfontosságú a kép szellemisége szempontjából.
Festményei közül háromnak maradt fenn az eredetije: az „Intések az udvarhölgynek”, a „Luo folyó nimfája” (洛神赋 Lùoshénfù) és a „Bölcs és jóindulatú asszonyok”. Azonban a  kínai szokásoknak megfelelően a századok során számos másolat is készült műveiről.

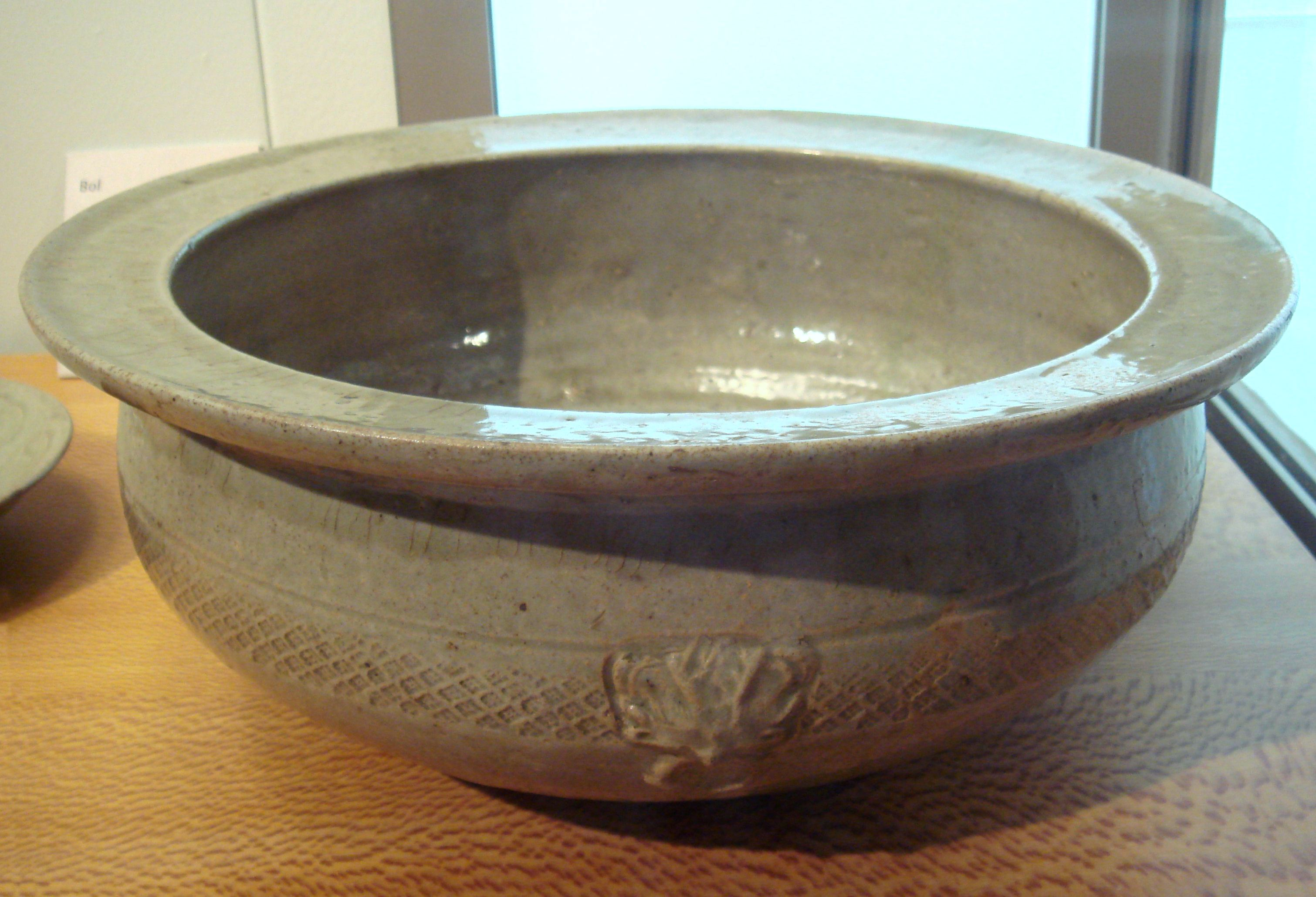
Zöld kőagyag-edény (3. század))
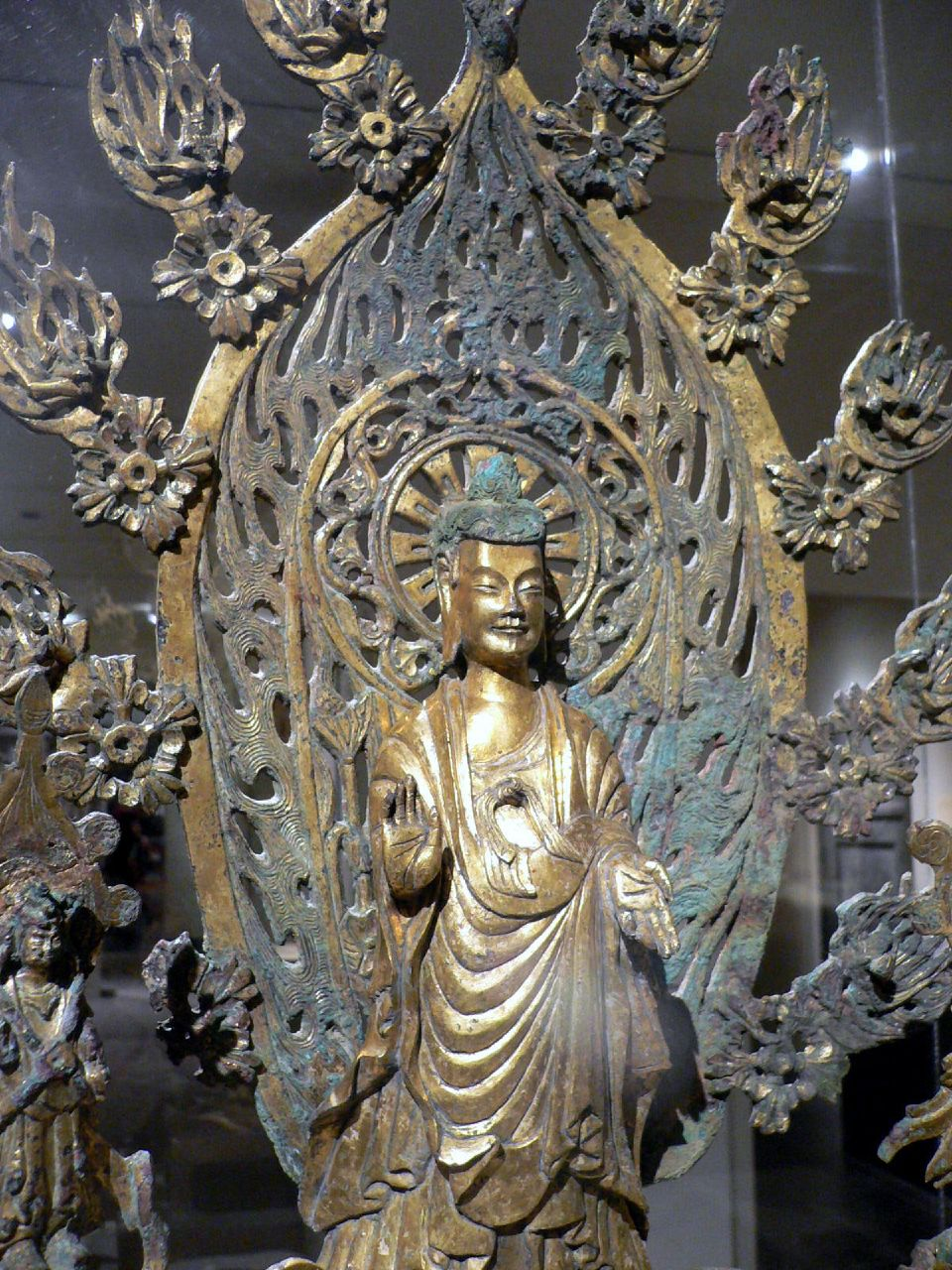
Buddha Maitréja, bronz (Északi Vej (Wei))
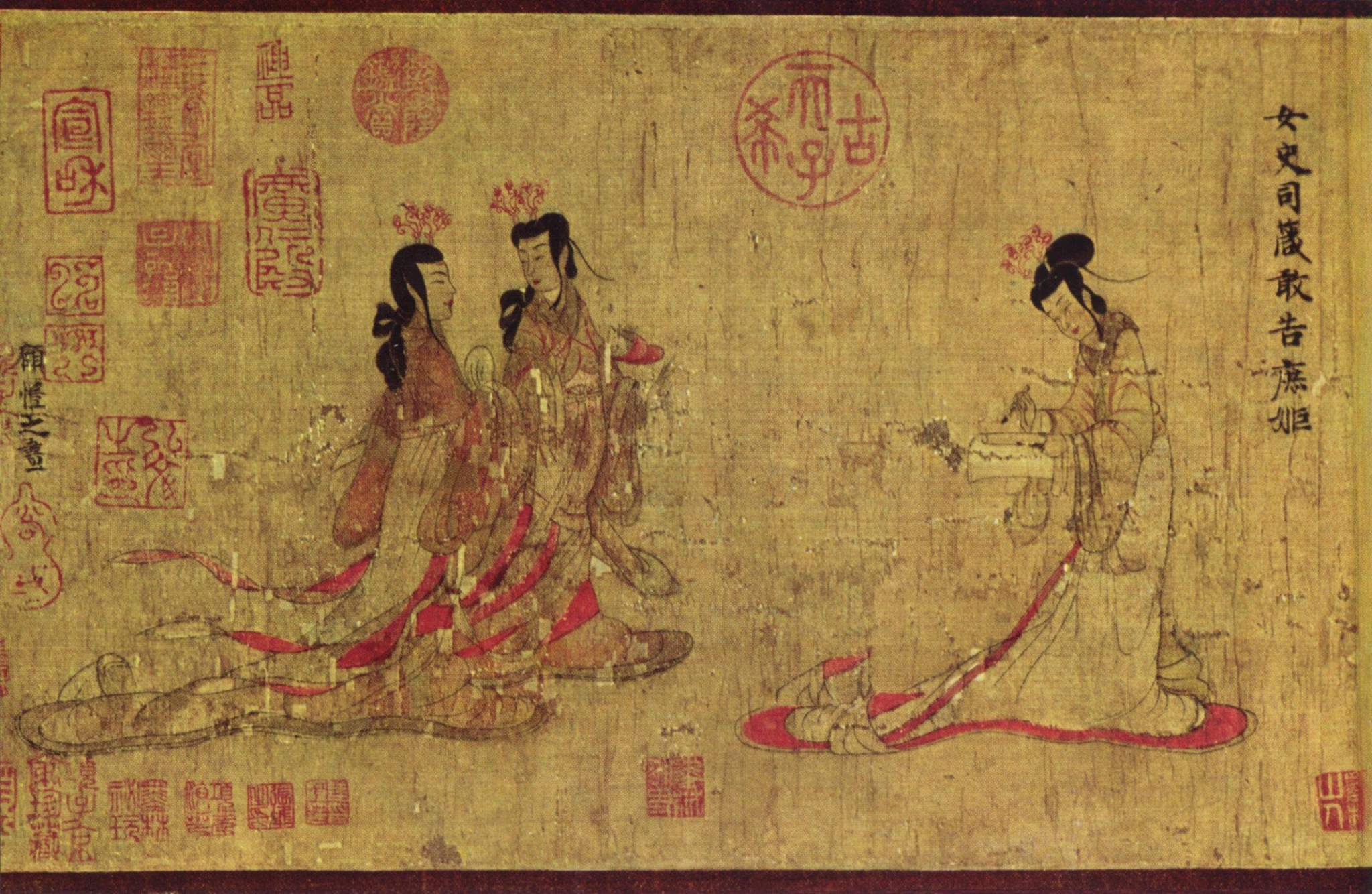
Intés az udvarhölgynek (részlet), másolat Ku Kaj-cse (Gu Kaizhi) festményéről (5–8. század)
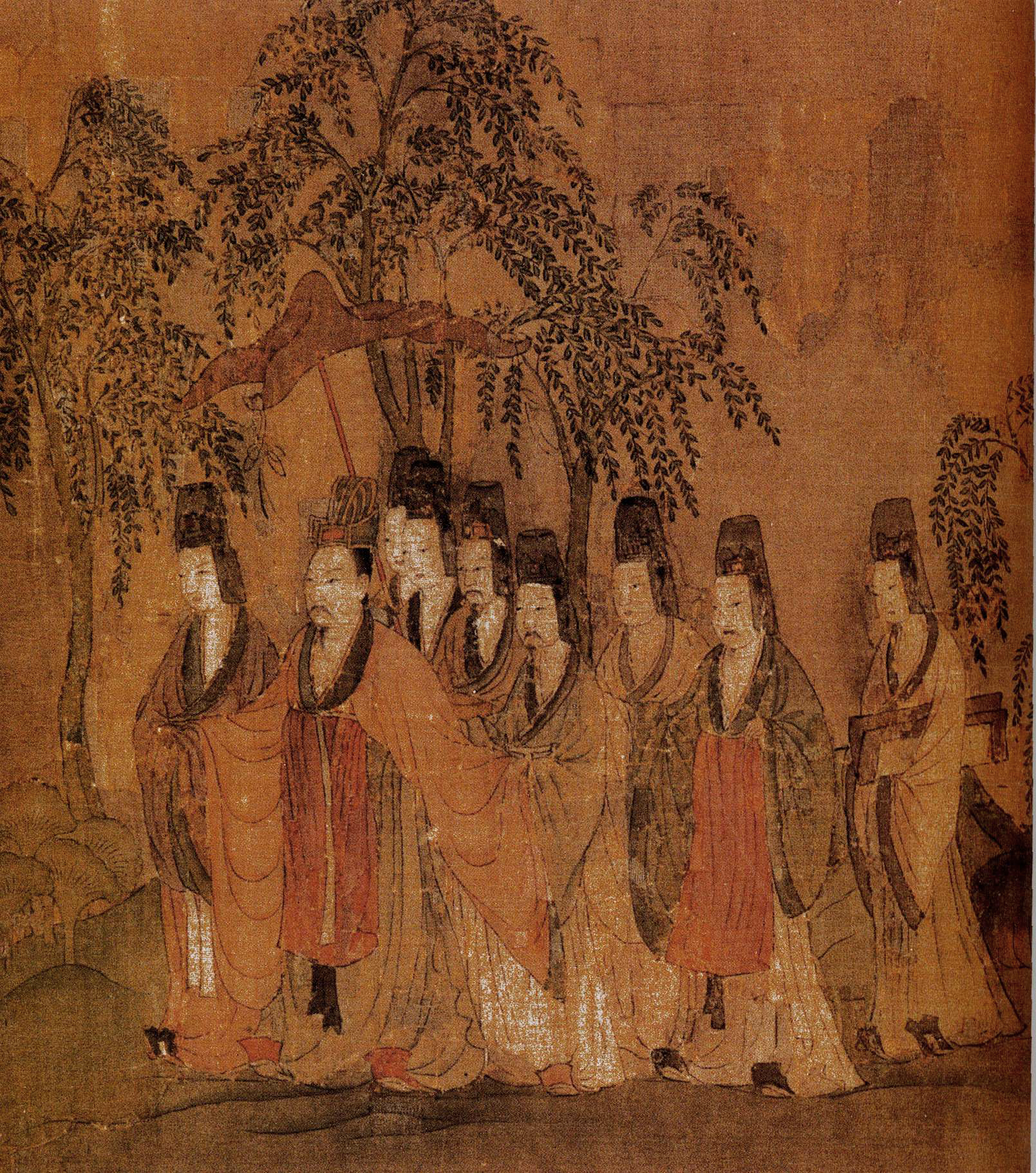
A Luo folyó nimfája (részlet), másolat Ku Kaj-cse (Gu Kaizhi) festményéről (Déli Szung-dinasztia (Song-diansztia))

### ASzuj(Sui)- és a Tang-dinasztia kora (581–960)

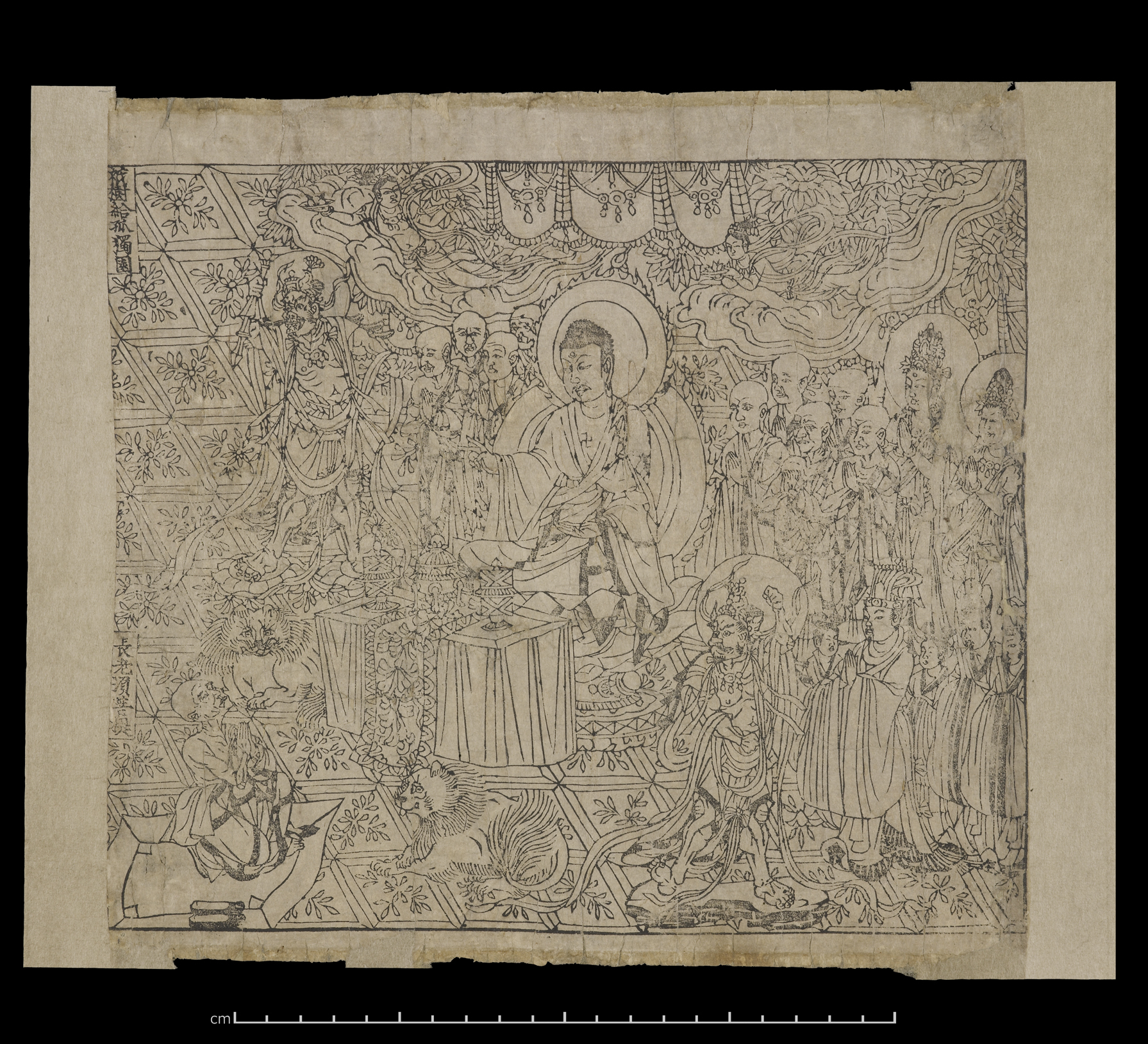
A Gyémánt szútra fafaragványa (868)

A kutatók a Szuj-dinasztia (Sui-dinasztia) idejére teszik a kínai fafaragó művészet kibontakozását is. A legrégebbi, anyagának romlandósága ellenére fennmaradt fametszetet i. sz. 868-ra datálták és 1907-ben találta meg Stein Aurél Tunhuang (Dunhuang) sivatagos vidékén. A metszet a buddhista Gyémánt szútra kínai nyelvű változatának, a világ legrégebbi fennmaradt nyomtatványának a „címlapja” volt.
A szuj (sui) festő, Zsan Cse-csien (Zhǎn Zǐqián) (展子虔; i. sz. 600 körül) munkái közül csak egyetlen alkotás maradt fenn: a Tavaszi tétlenség, amelyen a hegyek először jelennek meg perspektívában. Ez a festmény tekinthető az első kelet-ázsiai tájképfestménynek.

#### Tang-dinasztia
A Tang-dinasztia képzőművészete leginkább a háromszínű mázzal bevont kerámiaszobrairól ismert, amelyek általában lovakat, tevéket és dühös démonokat („a pokol őrzőit”) ábrázolnak, de udvarhölgyeket és zenészeket is megformálnak. A stílus ma is rendkívül népszerű a kínai műtárgyak, másolatok vásárlói körében. Az ábrázolt alakok néha feltűnően nem kínai arcvonásai Nyugat-Ázsiából és Európából származó kulturális hatásokkal magyarázhatók, amelyek különösen a selyemút mentén zajló élénk kereskedelem révén terjedtek el.

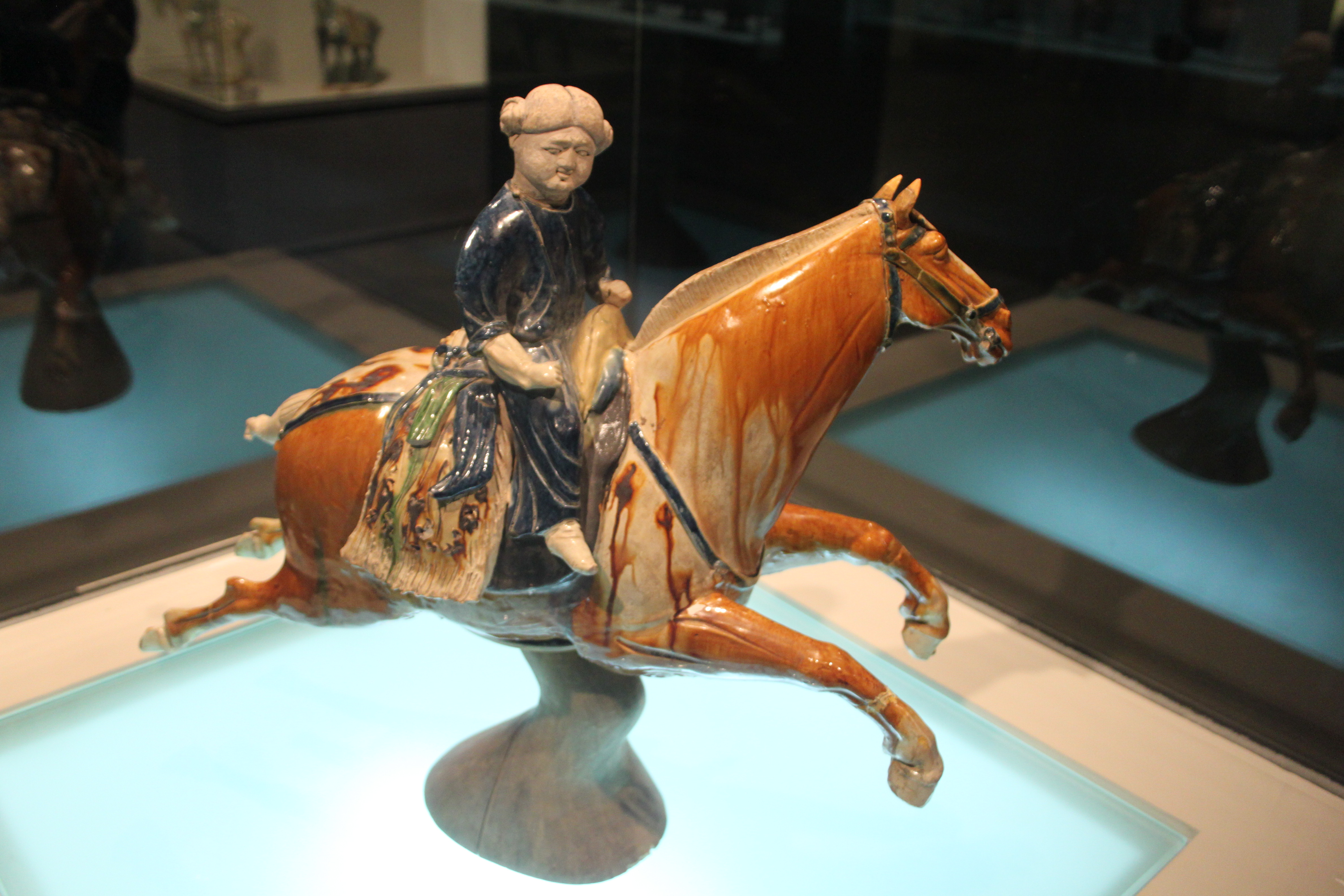
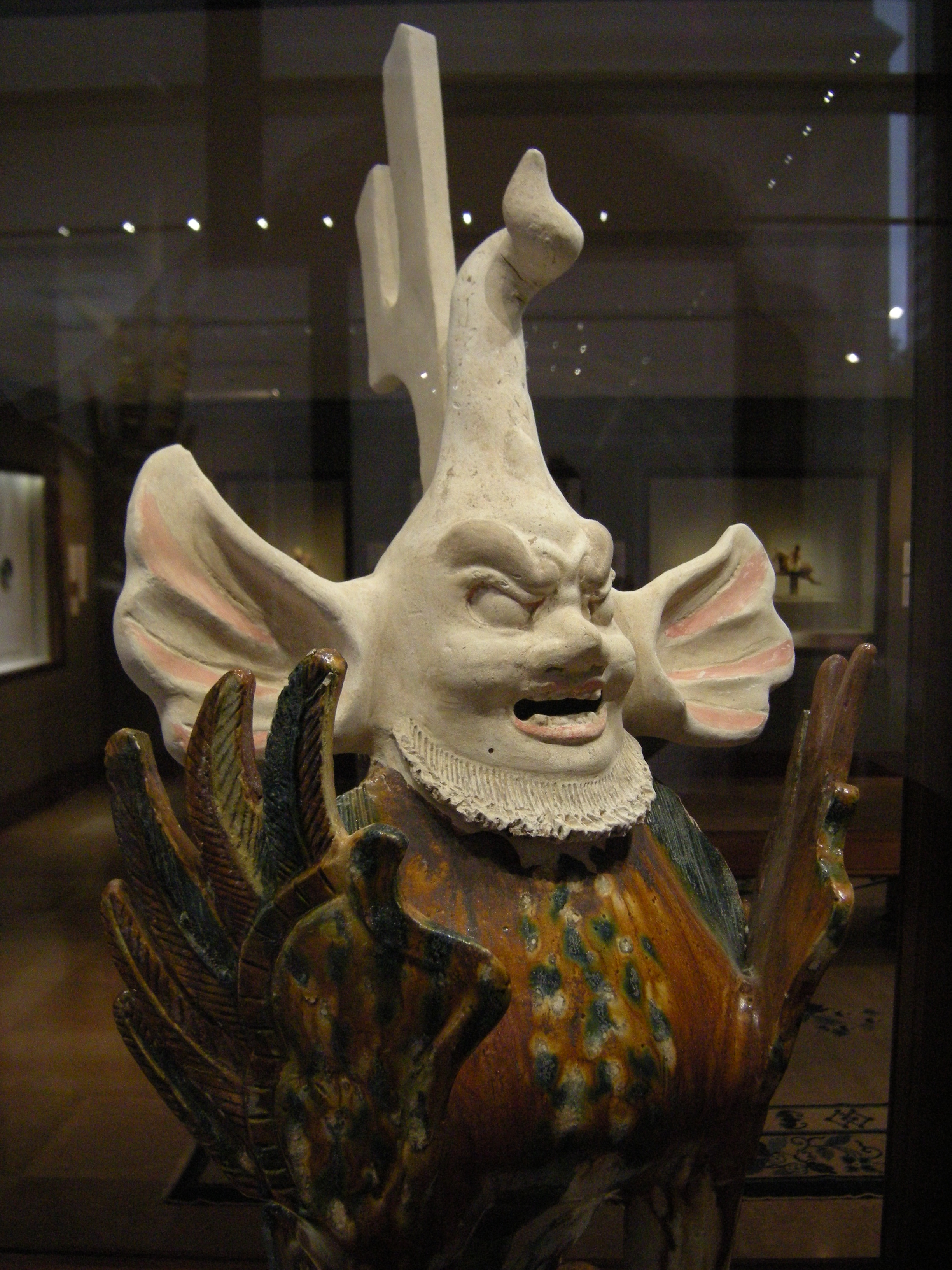
A pokol őrzője
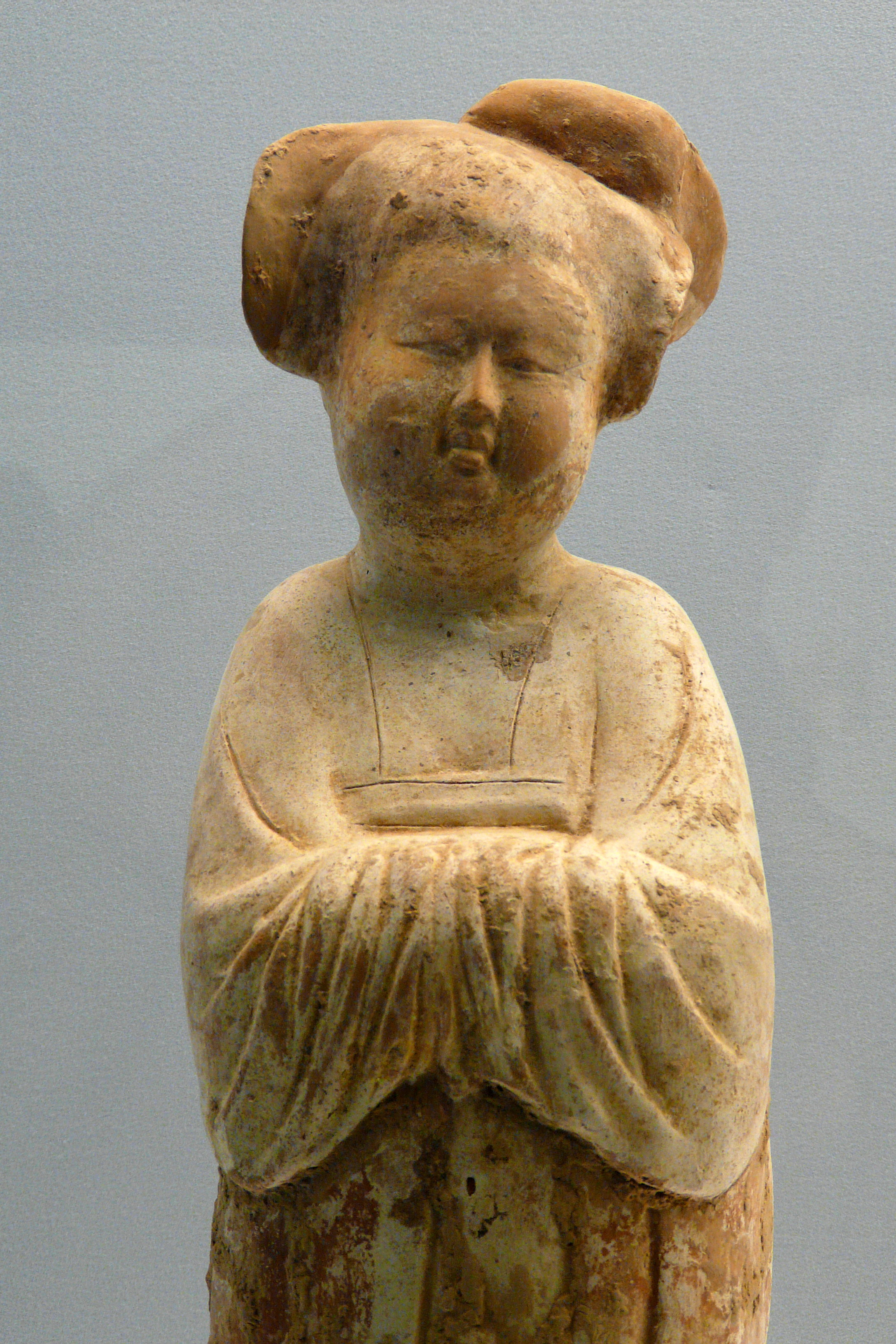
Udvari dáma
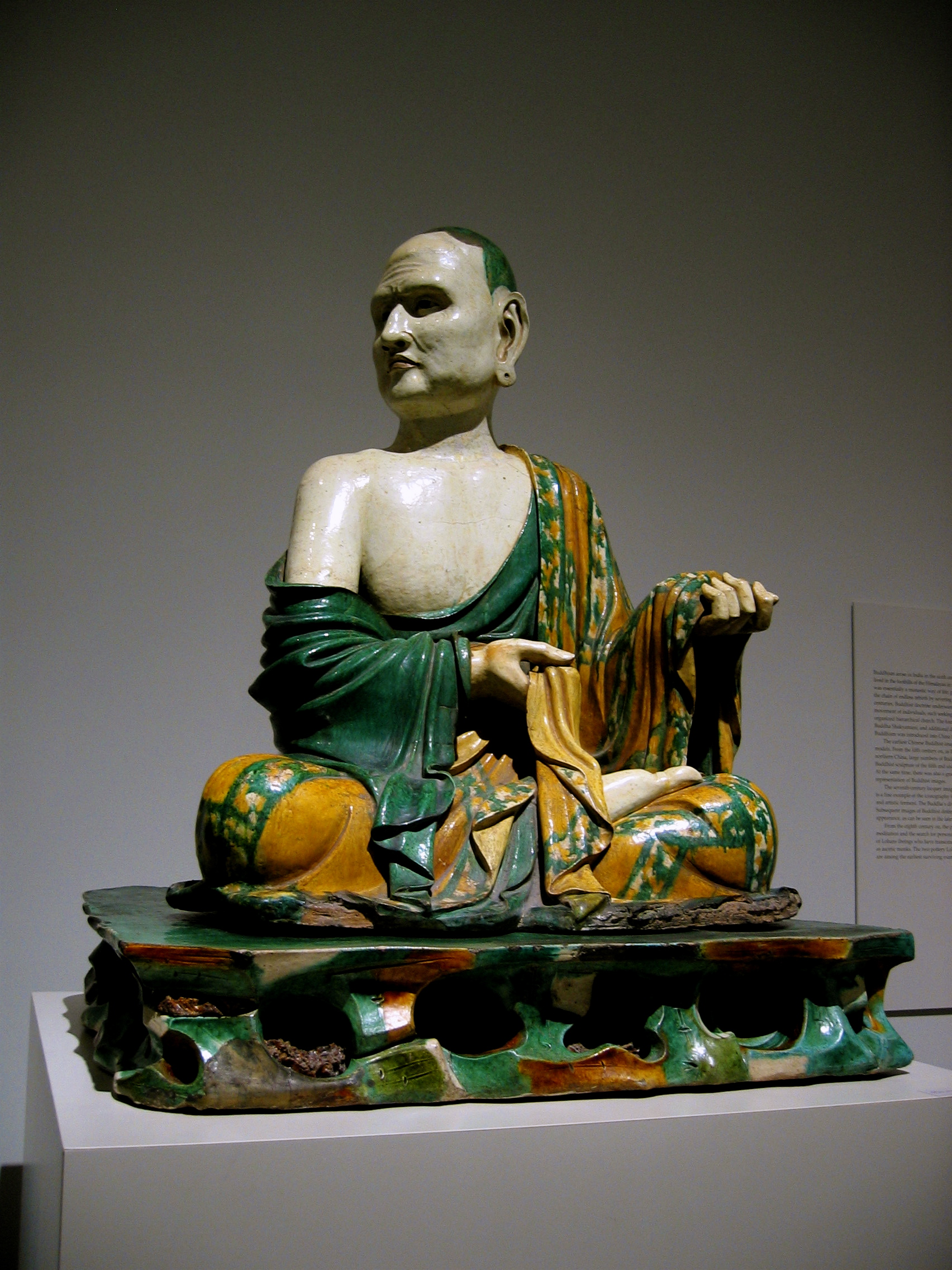
Szerzetes
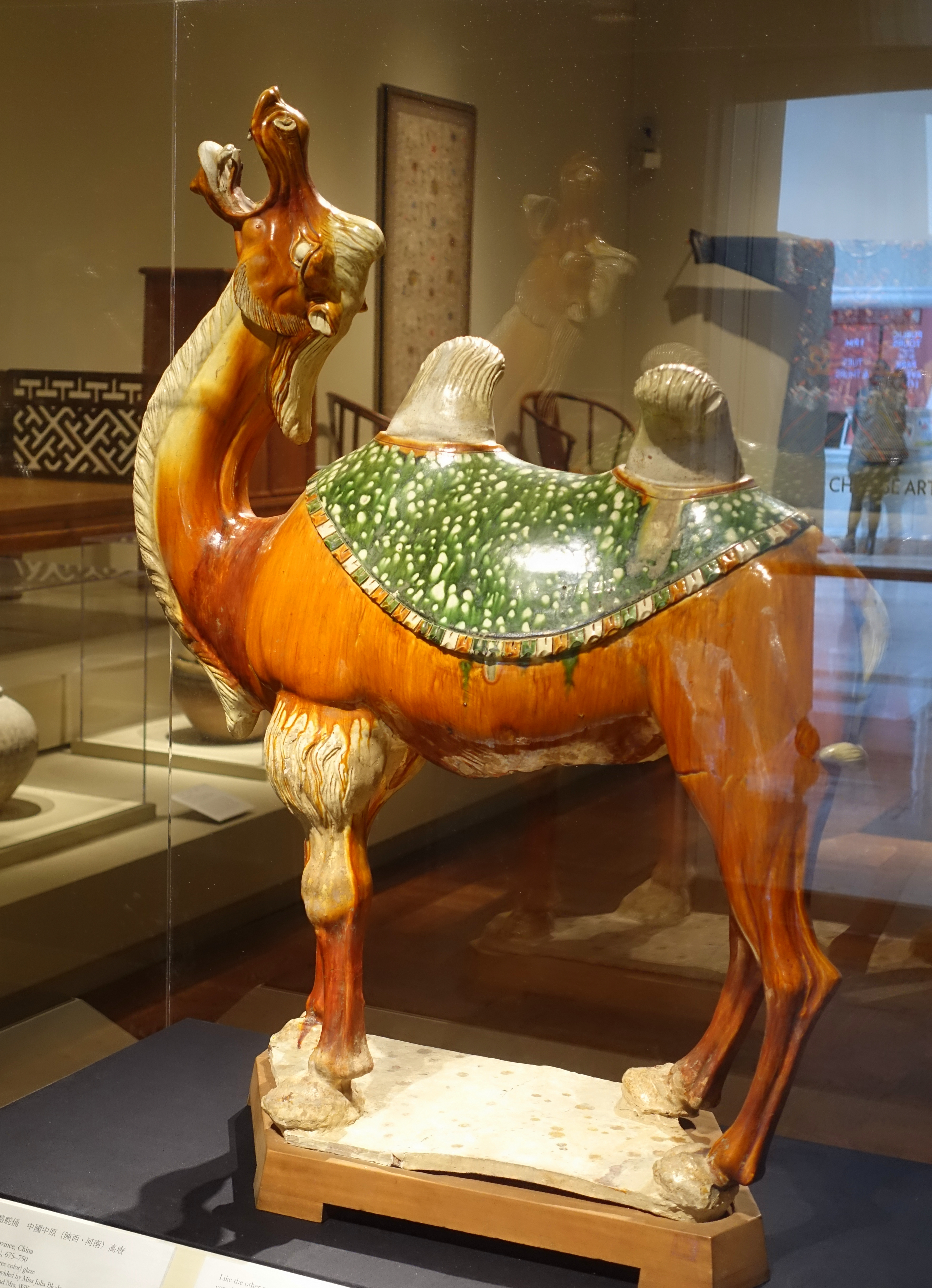

A kínai porcelán eredete szintén a Tang-korszakra nyúlik vissza. A hagyományos kerámiához képest a porcelán gyártása lényegesen nagyobb kihívások elé állítja alkotóit.
A Tang-kori építészet ismert remeke az Óriás vadlúd pagoda és a Lösani óriás Buddha.
A Tang-kori irodalom számos írói műfajban, így a líra és a regények terén is maradandót alkotott.
A Tang-kori festészetet a kínai művészettörténet a kínai festészet egyik aranykorának tartja. Ekkoriban váltak a tájképek a kínai festészet központi motívumaiv; ezt a stílust sansuj (shanshui), vagyis „hegy–víz” festészetnek nevezték. E többnyire monokróm alkotásoknak a célja nem annyira a naturalisztikus ábrázolás volt, hanem az „atmoszféra” megteremtése és az érzelmek felébresztése a nézőben, különösen a természet harmóniája iránt.
A festők általában ugyanazt a technikát alkalmazták, mint a kalligráfusok, fekete vagy színes tintába mártott ecsetekkel festettek selyemre vagy papírra; az olajfestékek használata ismeretlen volt. A festményeket általában nem akasztották a falra, hanem feltekerve bútorokban tárolták, és csak szükség esetén vették elő, például azért, hogy az elismert nagy művészi érzékkel rendelkező vendégeknek megmutassák őket.
Jen Li-pen (Yán Lìběn) (閻立本; 600–673), aki tisztviselőként Tang Taj-cung kínai császár (Tang Taizong kínai császár) udvari festője is volt, különösen kiemelkedő művésze volt a kornak. A Han- és Szuj (Sui)-dinasztiák kiemelkedő uralkodóit ábrázoló Tizenhárom császár című művével ő alkotta meg a legrégebbi ismert császári portrékat.
Tung Jüan (Dŏng Yuán) (董源; 934–962) már a Tang- és a Szung (Song)-dinasztia közötti átmeneti időszak festője volt, portréiról és tájképeiről egyaránt ismert volt. Jelentősen hozzájárult annak az elegáns stílusnak a kialakításához, amely a következő 900 évben a kínai festészet etalonjává vált. Sok kínai művészhez hasonlóan hivatalos megbízások alapján dolgozott. Tanulmányozta Li Sze-Hszün (Lì Sīxùn) (利思訓; 651–716) és Vang Vej (Vang Vej|Wáng Wéi (költő)|Wang Wei) (王維; 701–761) stílusát, és számos technikával gazdagította a kínai festészetet, mint például a perspektíva finomítása, pointillista megközelítések, valamint a keresztsraffozás a háromdimenziós benyomás erősítése érdekében.
A Tang-korszak kínai zeneművészete az ebben az időszakban kissé megnyíló birodalomba érkező külföldi hatásokat is mutatja. Új hangszereket, különösen lantokat, citerákat és hegedűket vettek át, főként Közép-Ázsiából. Élénk zenészcsere is zajlott. A Han-dinasztia óta már ismert kucsin (guqin) hangszer művészete új virágzásnak indult.  A Tang-korszakban a világi zene felszabadította magát vallási-kultikus gyökereitől, és önálló jelentőségre tett szert.

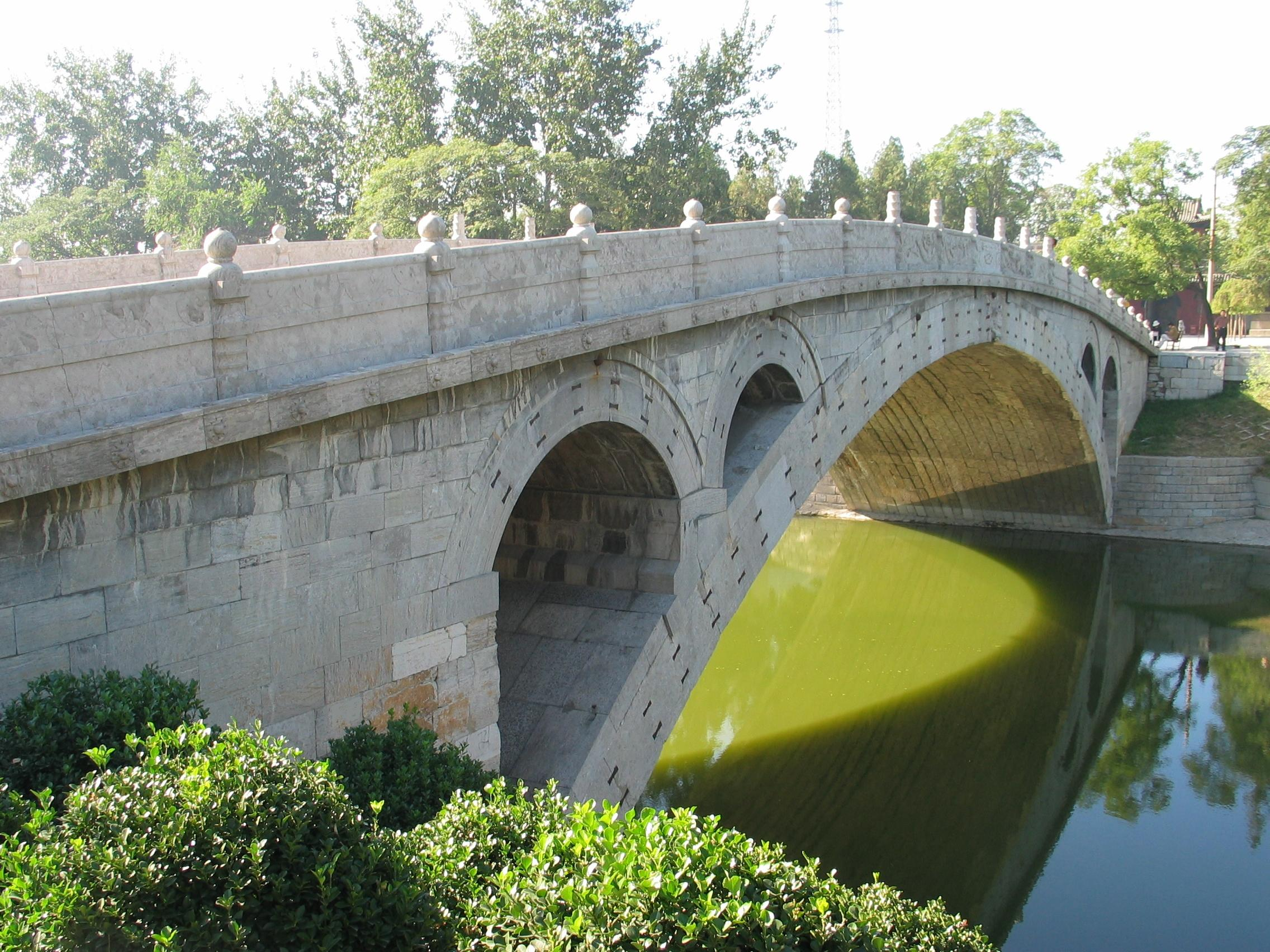
Ancsi (Anji)-híd (595–605)
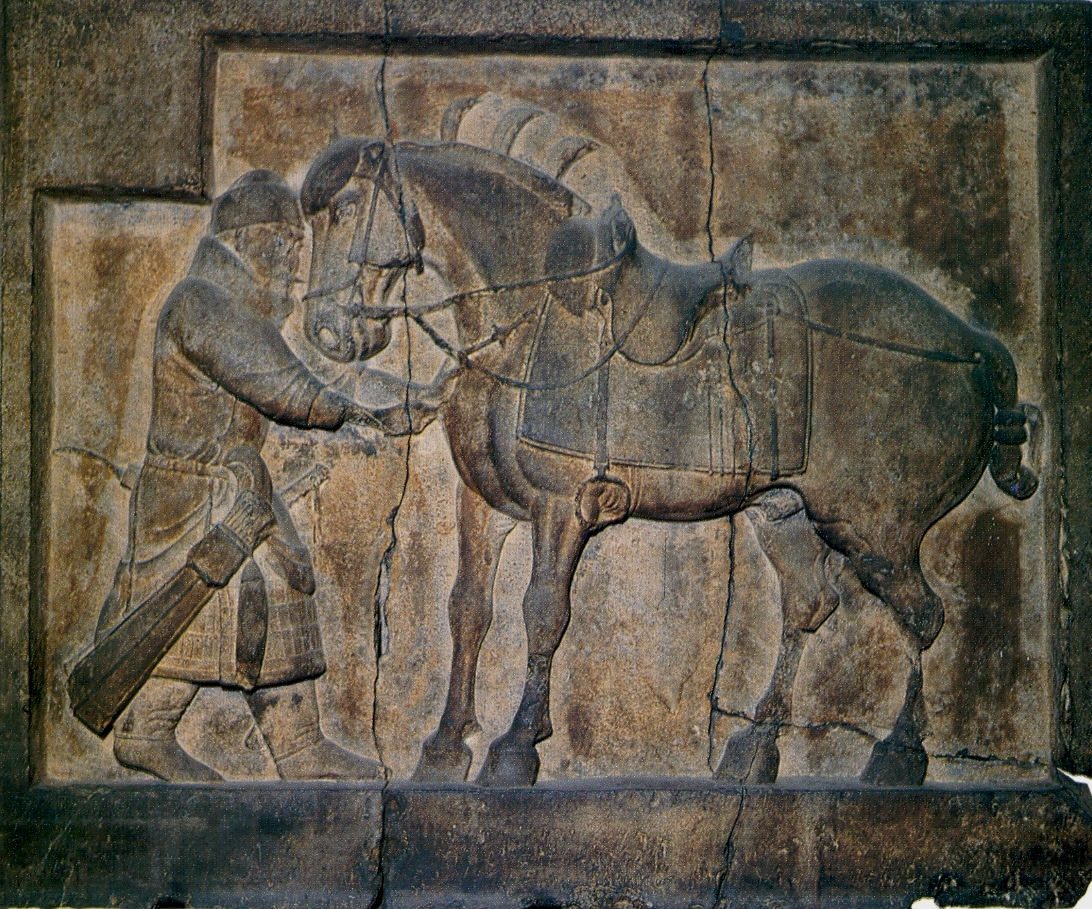
Harci ló domborműve (korai 7. század)
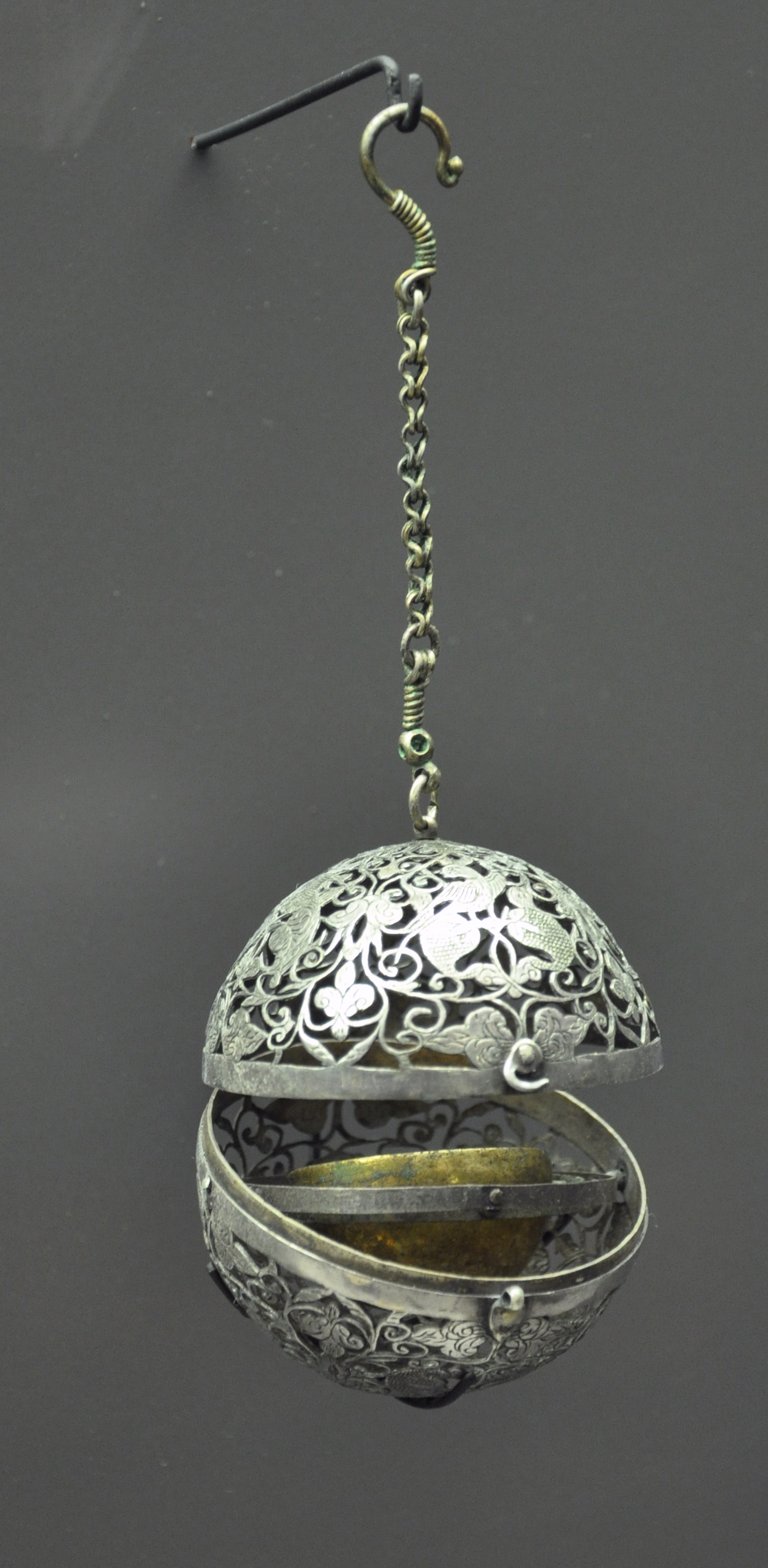
Füstölő (700 körül)
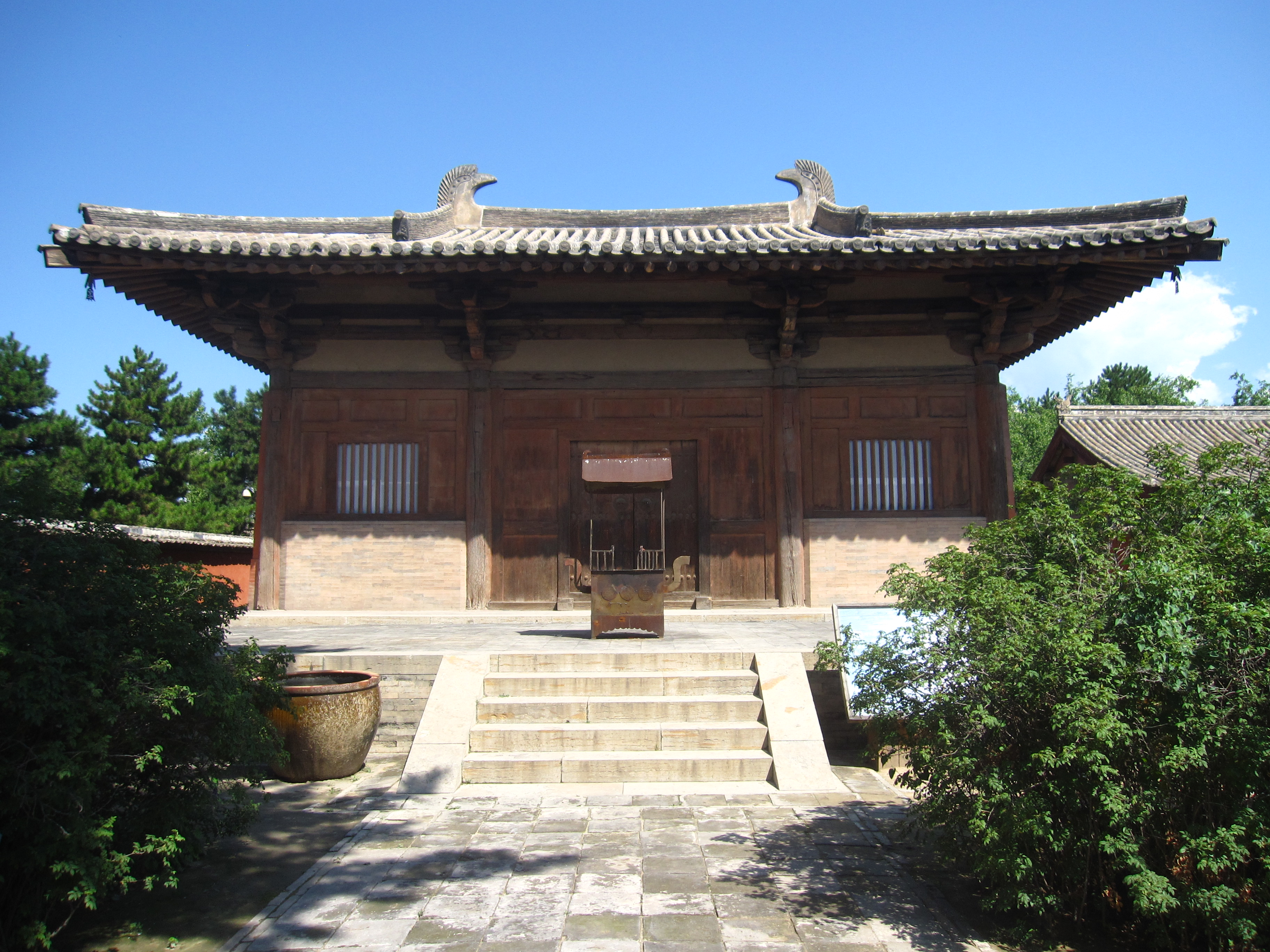
Csarnok a Nancsan (Nanchan) templom területén (782)
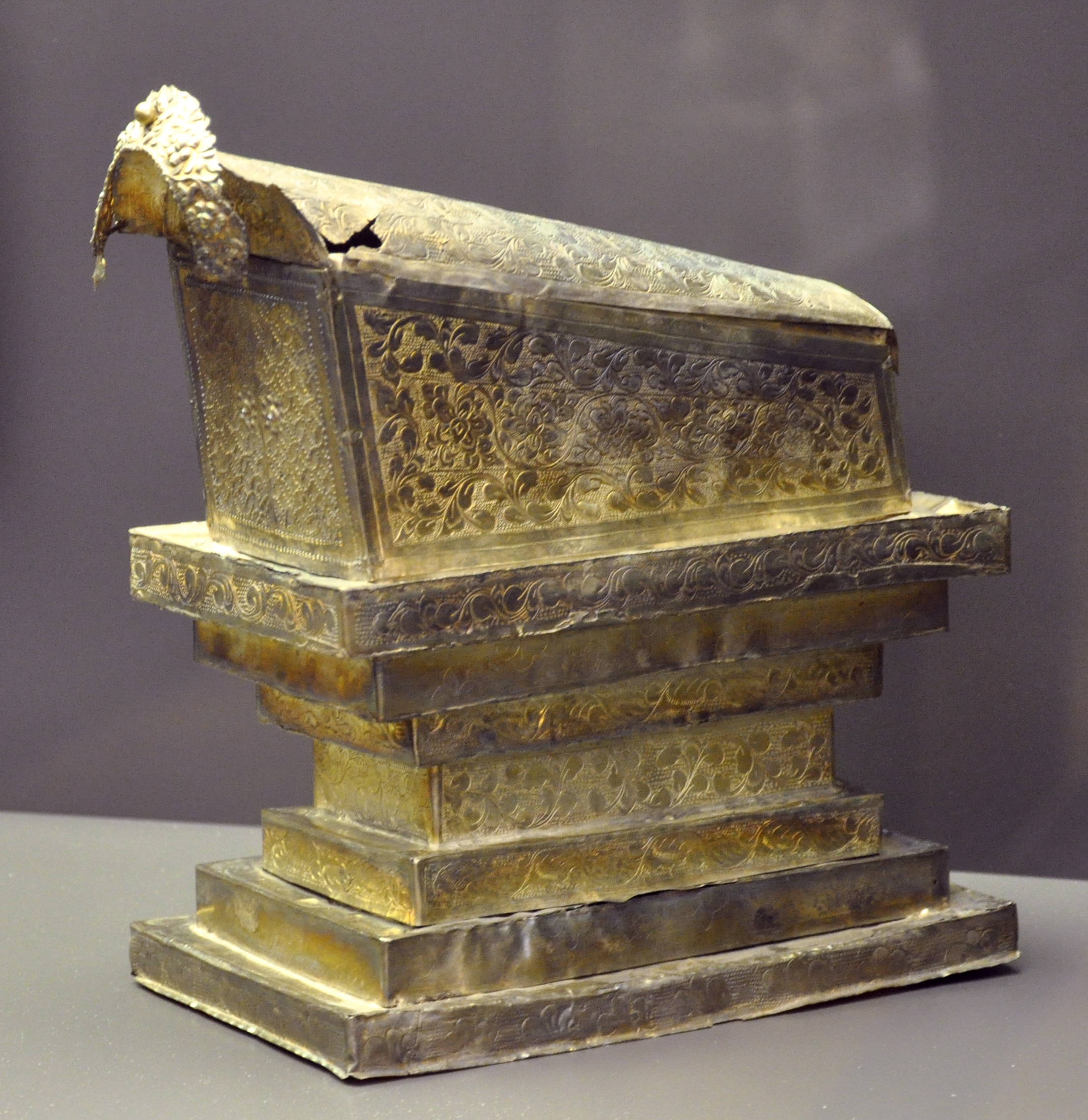
Ereklyetartó (800 körül)

### Szung(Song)-dinasztia (960–1279)

#### Festészet
A Szung-dinasztia (Song-dinasztia) a kínai festészet új fénykort ért el. A tájképek finomodtak, a térbeli távolságok mérhetetlenségét például az elmosódott körvonalak, a ködbe tűnő hegyi sziluettek vagy a természeti jelenségek szinte impresszionista ábrázolása sugallta. A művészetkedvelő emberek által „megszelídített” természet áll a Déli Szung (Song)-dinasztia festőművészetének középpontjában. A korszak híres tájképfestői között volt Lǐ Táng (李唐; 1047–1127), Kuo Hszi (Guō Xī) (郭熙; 960–1127), és Ma Jüan (Mǎ Yuǎn) (馬遠; kb. 1155–1235; Tavaszi hegyi ösvényen).
A korábbi időszakokhoz hasonlóan a Szung (Song)-festmények is gyakran ábrázoltak embereket a természet tiszteletteljes szemlélése közben, de ők már nem feltétlenül tűnnek el a fenséges, lenyűgöző tájak előtt, hanem központi helyet foglalnak el. 
Az állat- és növényábrázolások szintén központi témáját képezték a Szung (Song)-festészetnek. A Szung (Song)-korszak festészetének egy másik irányzata buddhista témákat is beépített művészetébe.
Kiemelkedő volt Szu Si (Su Shi) (蘇東坡; 1037–1101) munkássága. Hatással volt rá a konfucianizmus, de a buddhizmus is, és időnként meghökkentően modernnek tűnik. Szakított azzal az addig  megkérdőjelezhetetlen dogmával, hogy a festészetnek a lehető legtermészetesebben kell ábrázolnia a témáját, és inkább a szabadabb kifejezési formákat szorgalmazta. Ezt a gondolkodásmódot tükrözi például Liang Kaj (Liáng Kǎi) (梁楷; 1127–1279) híres portréja Li Paj (Lǐ Bái) költőről (李白; 701–762). További fontos képviselője volt még ennek az irányzatnak Mi Fu (米芾; 1051–1107).

#### Lakkművészet
A már a Sang (Shang)-dinasztia korától bontakozó kínai lakkművészet a Szung (Song)-dinasztia korában érte el első nagy virágkorát, különösen az edényeken. A monokróm alkotások mellett a karcolt lakktechnika is meghonosodott. Miután a díszítést a lakk felső rétegébe vésték, a bemélyedéseket arannyal és ezüsttel dörzsölték, lenyűgöző optikai hatásokat létrehozva.

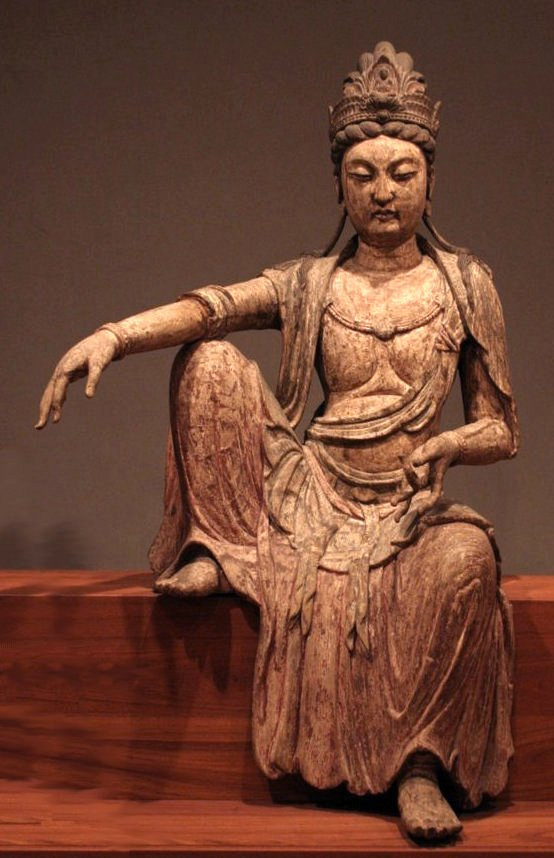
Bódhiszattva, fafaragás (1025 körül)
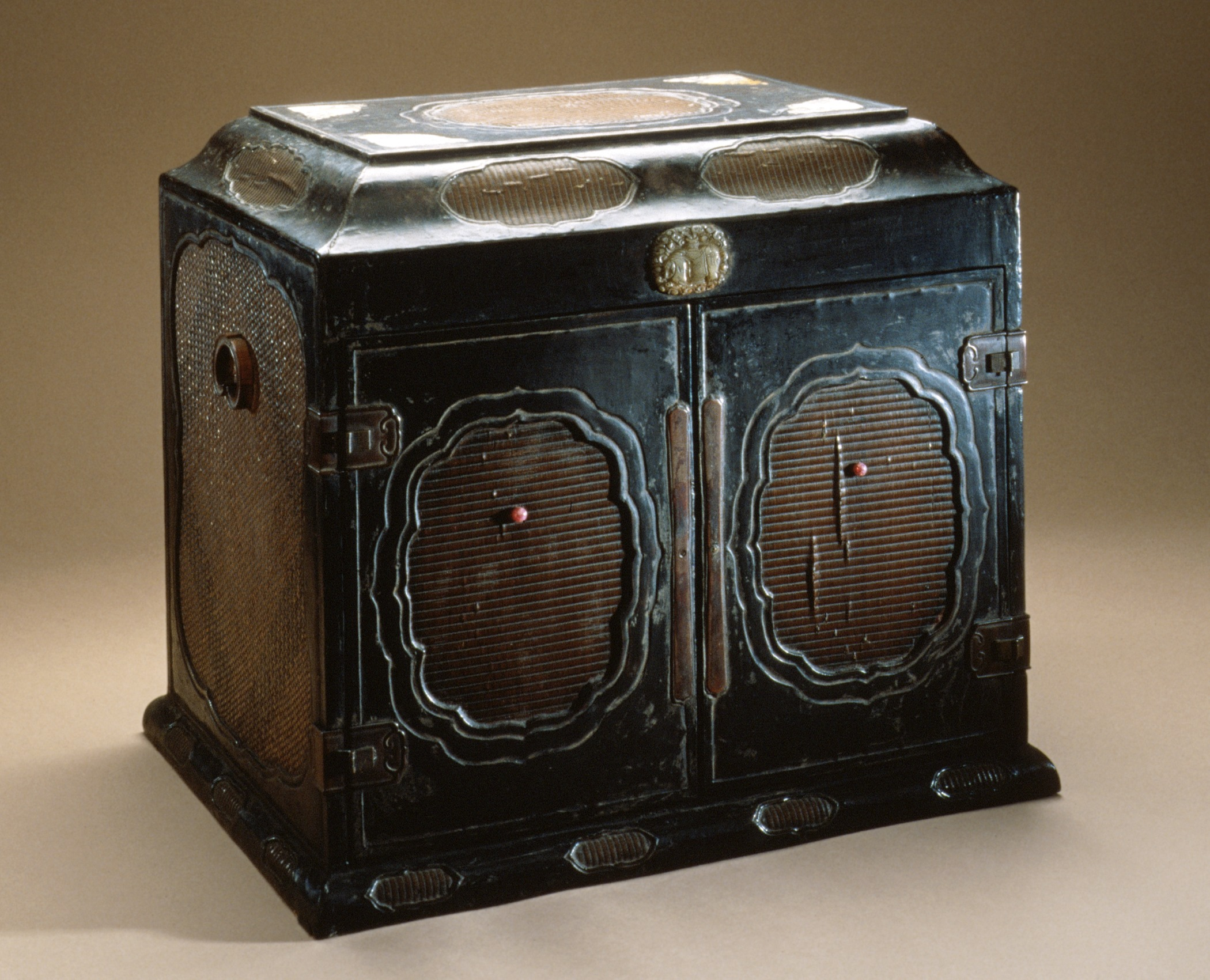
Lakkfa
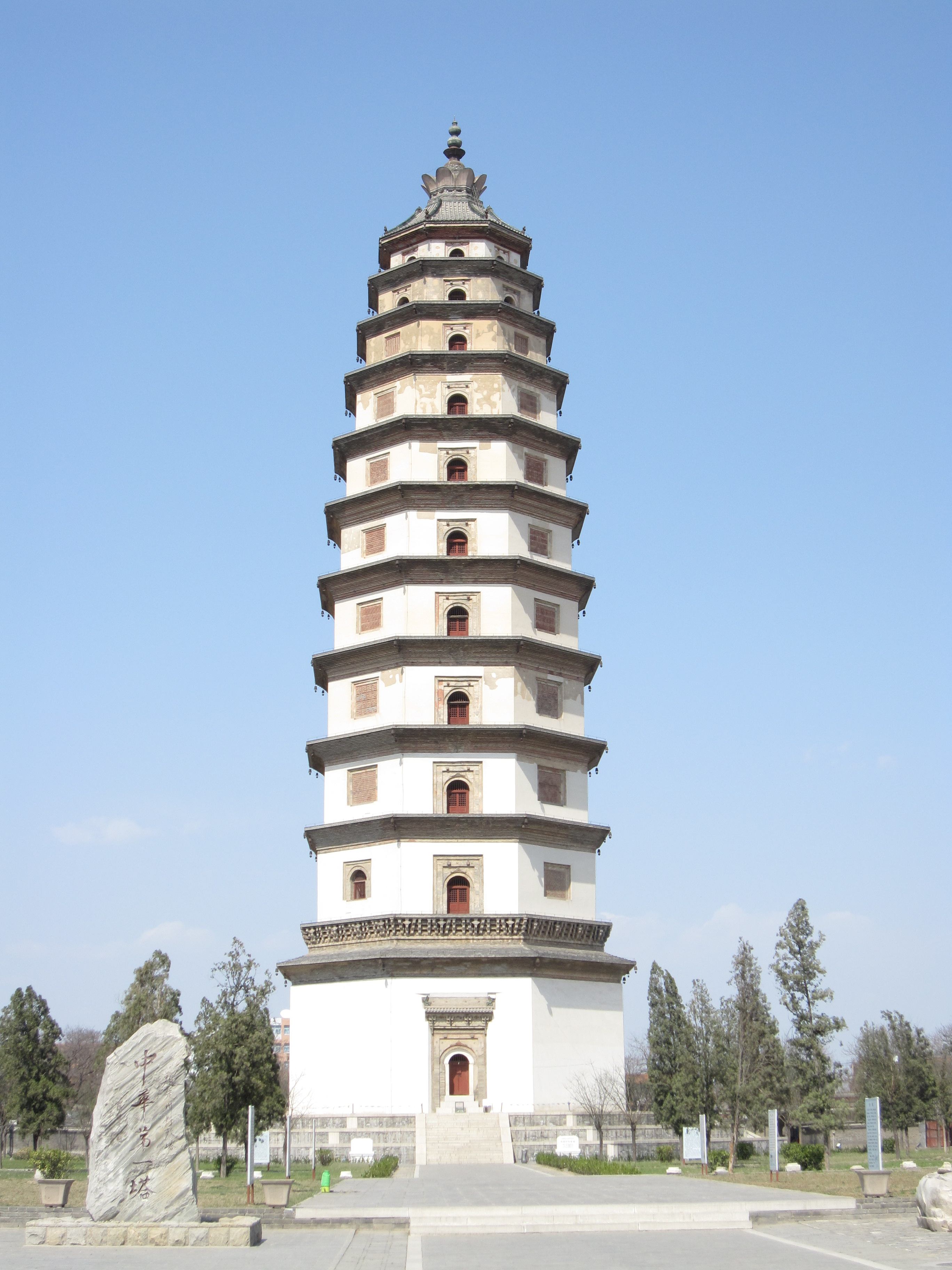
Liaoti (Liaodi) pagoda (1055)
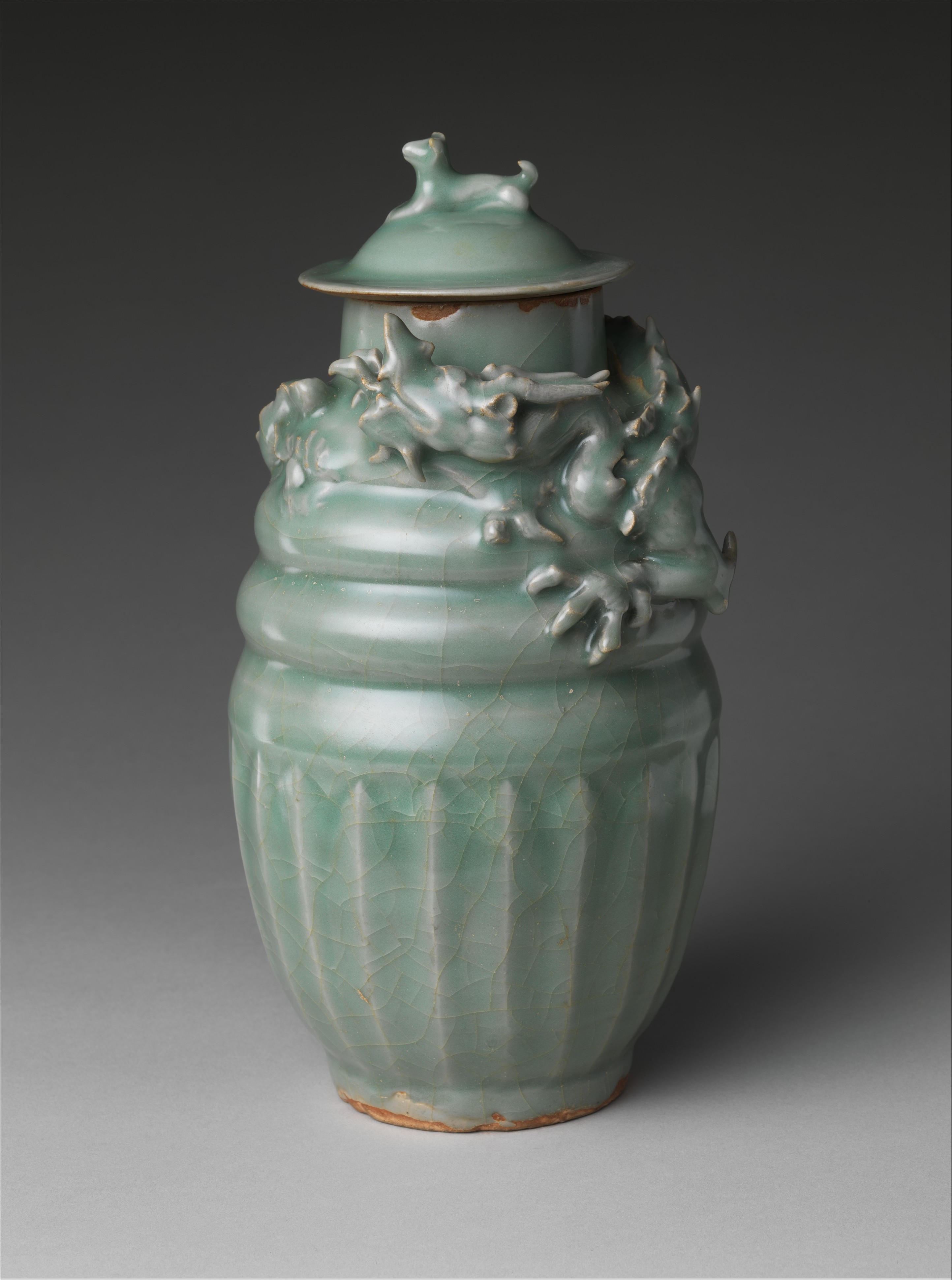
Szeladon (12. század)
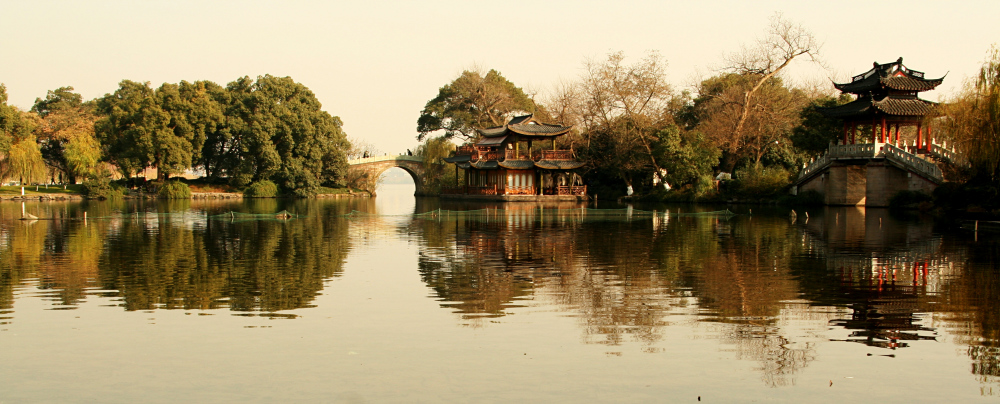
Kínai kert a Nyugati-tó partján (Hangcsou (Hangzhou), Déli Szung (Song))
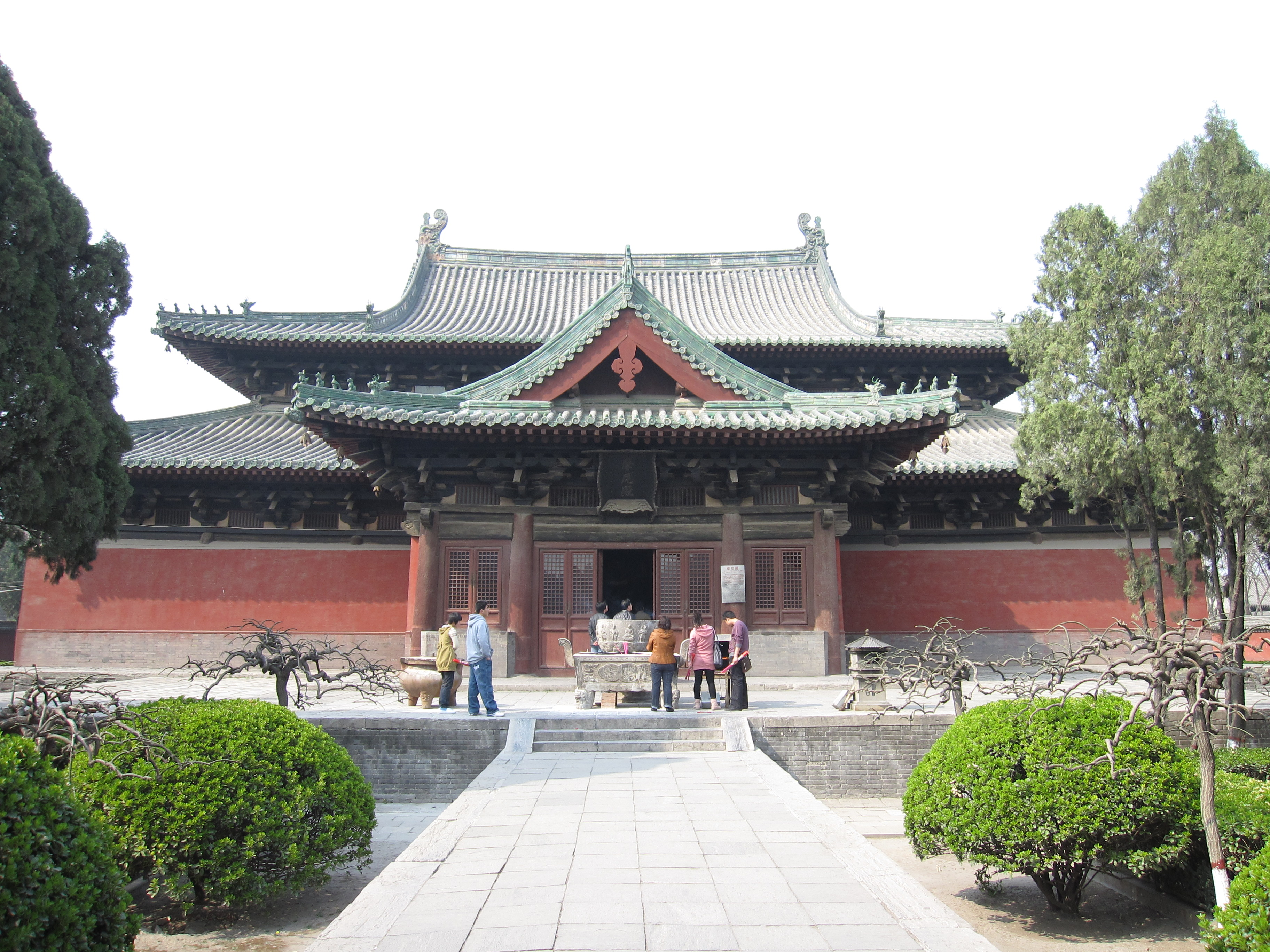
kínai|Guanyin|Kuanjin-csarnok

xxxxxxxxxxxxxxx

## Kézművesség
A Szung-kori (960–1279) kerámiák mind kivitelezés, mind forma tekintetében igen magas színvonalat értek el.
A Jüan-dinasztiában (1271–1368) a kerámiakészítésben bevezették a máz alatti és máz feletti kék és vörös festést.  Kialakult a vörös lakkfaragás.
A Ming-dinasztia idején (1369–1644) a kerámiagyártás hatalmas központjai alakultak ki Csingcsenben, itt készültek a kék-fehér, a zöld-rózsaszín és egyéb kerámiák. A birodalmi márkajeleket ekkor használták először, és ez idő tájt fejlődött ki a sokszínű díszítés is. A színes lakktárgyakat gyöngyházberakással díszítették. Ebből a korból származik a sok rekeszzománc, valamint üveg, jade és elefántcsont miniatűr tárgy.

## Szobrászat
A sírokhoz vezető utakat mitikus alakok kőszobrai szegélyezték. Hszianban, a Csin-dinasztia fővárosában sok ezer életnagyságú agyagkatona és ló szobrát ásták ki. A nevük Cseréphadsereg, az első császár, Csin Si Huang-ti (i. e. 259-210) sírjából, ez volt a császár túlvilági hadserege.
A Csin- és Han-dinasztiák idején szolgákat ábrázoló kerámia sírszobrok készítése lépett az addigi emberáldozatok helyébe. A santungi reliefek sírok díszítésére szolgáltak, olyan laposak, hogy egyes alakoknak csak a sziluettje látszik. Egyébként a kínai mesterek nagyszerű megfigyelőképességéről és a sajátos ábrázolásmód kialakításáról tanúskodnak. Vágtató lovasokat, sétakocsikázást, császári fogadásokat ábrázolnak, alázatosan hajlongó udvari személyekkel.
A repülő ló szoborból rendkívüli dinamizmus árad. Ahhoz a bronzból készült, katonai alakulatként elrendezett lovassági egységhez tartozik, amely 220 más tárggyal a keleti Han-dinasztia (i. sz. 23–220) egyik tábornokának sírjából került elő. Az 1. században számtalan kő, márvány és aranyozott Buddha-szobor készült.
A Tang-dinasztia a kínai művészet virágkora, rengeteg buddhista szobrot készítettek.

## Kalligráfia, festészet
A kínaiak számára a kalligráfia és a festőművészet a legfontosabb művészeti ágak közé tartozott. Eszközei az ecset, a tus, a tusdörzsölőkő és a papír. Gyakran festettek hosszú tekercsre, vagy vízszintesen függő faliképre.
A Han-dinasztia idején a festészet szimbolikától mentesen örökítette meg az embert, a tájnak másodlagos szerepet szánt. A 4. századtól általánossá vált a kalligrafikus stílus: Ku Kaj-cse kalligráfiái harmonikusan illeszkednek a rajzos kompozícióba.
Az alakos festészet elérte a csúcspontját a Tang-dinasztia idején, kialakult a tájképfestés. Vang Vej rendszerbe foglalja a tájkép elemeit, neki tulajdonították az egyszínű tusfestmény találmányát, és őt tekinti példaképének minden kínai művelt festő. Vízfestészet lett a kedvelt műfaj, a taoista misztika és a buddhizmus a tájfestést jobban kedvelte, mint az emberábrázolásokat.
A Szung-dinasztia alatt a kalligráfia individuálisabb lett. Az e korból származó tájképek csúcsos hegyeket és megcsavarodott törzsű fákat ábrázolnak, a köd a távolság érzetét kelti. Az alakok apróvá zsugorodnak, hogy az ember viszonylagos lényegtelenségét jelezzék. A csan-buddhista festészetet vad, impresszionista jellegű ecsetvonásaival különösen Japánban kedvelték.
A mongol Jüan-dinasztia idején néhány festő visszatért az ősi stílushoz. Néhány Csing-kori (1664–1911) művész újraértelmezte a Szung- és Jüan-kori tájképeket. A festészetben egyre inkább jelentkezett az ember, kedvelt lett a virág és állatábrázolás is.
Az egyszínű kínai tájkép rendeltetése egyrészt az, hogy visszaadja a természet harmóniáját, másrészt, hogy valamilyen szellemi mondanivalót, lelkiállapotot jelenítsen meg. Három alapvető eleme az ég, a föld és a víz.
Kínai kalligráfia és festészet Magyarországon a Kínai Kulturális és Művészeti Központ ShuFa és Festészet Tagozatán, Lu YuHua művésznő csendes útmutatásaival ismerhető meg és gyakorolható.

## Ősi kínai művészetek

### Csin Si Huang-ti császár államszervező küzdelmei
Ha ma a kínai művészetet említjük, először mindenkinek a Csin (Qin)-dinasztiát megalapító Csin Si Huang-ti (Qin Shi Huangdi 秦始皇帝) kínai császár cseréphadserege jut az eszébe. Kína élete évezredeken át két nagy folyó mentén szerveződött. Északon a Sárga-folyó, délen a Jangce tájain találjuk az ősi Kína királyságait, melyeket időről időre egy egy nagy erejű uralkodó egyesített. Csin Si Huang-ti kínai császár cseréphadserege is egy ilyen nagy országegyesítő császár síremlékében maradt fenn. Ez a császár a Kr. e. 3. században élt és országának központja Senhszi-tartományban volt, nem messzire a mai Hsziantól, a Wei-folyó völgyében. Az időszámítás előtti évezredben két fontos csomópont játszotta a főváros szerepét északon. Mindkettő a Huang-ho nagy kanyarja (Ordosz) szomszédságában található. A nyugati főváros Chang'an (長安) (a modern kori Xi'an) volt, a Wei folyó (渭河) völgyében (s még néhány korábbi főváros is ennek közelében volt), a keleti pedig Lojang (Louyang, 洛阳), a Luo folyó partján. Az észak-kínai világ számunkra azért különösen fontos tája Eurázsiának, mert az a művészeti hagyomány, amely az eurázsiai hunok (krónikáink szerint a mi testvér-népünk) hagyatéka, egykor ezeken a tájakon fejlődött ki. A bronz üstök, a részleges lovastemetkezési sírok, a gazdag sztyeppei állatstílus művészete a hunok ordoszi országától egészen a Kárpát-medencéig nyúlik és átfedi a honfoglaló magyarok lovastemetkezési tájait a Kaukázus-Volga-Ural-Ob-Irtis vidéktől hazánkig (Érdy, 2000). A szkíta-hun állatművészet még tágasabban fogja át Eurázsiát.
Kína történeti hagyománya a Kr. e. 3. évezred közepéig nyúlik vissza. Az első név szerint is említett uralkodó Huang Ti. A név jelentése: Sárga Császár és Kr. e. 2698 táján uralkodott a hagyományok szerint. Az ősi dinasztiák közül az első a Hszia-dinasztia (Xia-dinasztia, 夏朝), 2205-től, amit a Sang-dinasztia (Shang-dinasztia, 商朝) követ 1700-tól. Ez utóbbi idején lesz főváros Anjang (Anyang, az egykori Yin, 殷墟) Honan tartományban. Itt találtak ősi fejedelmi sírokat, s bennük kínai jóslócsontokat, melyekre a dinasztia 17 királyának nevét vésték föl. Sima Qian (司馬遷), híres kínai történetíró is följegyezte e kor régi királyait híres munkájában, a Változások könyvében (史記), de csak jóval később, a Kr. e. 1. században (a Han korszakban). A következő ősi dinasztia a Csou hercegeké. Ők még a Sang-dinasztia idején szervezték Senhszi tartományt. A Csou-dinasztia (周朝) uralkodásának elején a főváros ismét nyugatra került a mai Xi'an tájára (Hao-ba, 鎬), a Kr. e. 700-as években azonban keletre került ismét, Lojangba. A Csou-dinasztia idején élt a legendabeli hun király, Rutihun (Kr. e. 6.-5. szd.), aki a hun államot szervezte és Kína nyugati határát támadta. A hosszú Csou korszakot egy csaknem két évszázados Hadakozó Államok nevű háborús korszak zárja, melynek végén emelkedik föl a Kínát egyesítő Csin-dinasztia első tagja, Shi Huang-Ti (Qin Shi Huangdi, 秦始皇帝). Ő a fővárost ismét nyugatra vitte, Hszian (Xi'an, 西安) közelébe, az egykori Hszienjangba (Xianyang). Szabványosította az állam fontos szervező eszközeit: a föld tulajdonlási rendszerét, a pénzt, a mértékeket, az írást (még a kocsitengely hosszát és az írás eszközeit is).

### A han császárok küzdelmei a hunokkal
Csin Shi Huang-Ti császárnak nagy hun (匈奴) ellenfele volt Touman (頭曼) shanjü, a Hun Birodalom nagykirálya (shanyu, 單于). A hunok korabeli betörései ellen kapcsolta össze az addig már megépült nagy fal szakaszait Csin Shi Huang-Ti. A Nagy Fal mintegy 2200 km hosszan húzódik Kanszu (Gansu, 甘肅), Senhszi (Shaanxi, 陝西), Sanhszi (Shanxi, 山西) és Hopej (Hebei, 河北) tartományokon át egészen a Csendes-óceánig. A Sárga-folyó (Huang-ho) nagy kanyarulatának északi részét (Ordoszt) kívül hagyja, tárgyi jeléül annak, hogy ez a terület akkor a Hun Birodalom része volt. Arról a kínai krónikák is megemlékeznek, hogy a hunok ősi területei a Huang-ho (Huanghe, 黃河, Sárga folyó) nagy kanyarjának vidékén, Ordoszban terültek el, de a korai Hun Birodalom súlypontja az ettől északra eső területeken, a mai Mongólia tájain volt. A Kínától északra elhelyezkedő lovasnépek államai 2000 éven át folyamatos fenyegetést jelentettek a letelepült népeket egyesítő Kínai Birodalomra. A hunok részéről ez a fenyegetés különösen Mao Tun (冒頓) (mongol nyelven Bator, Batur tengriqut), nagykirály uralkodása idején vált olyan erőssé Kína számára, hogy a kormányzat célul tűzte ki a hunok elűzését. Ezt a történelmi léptékű feladatot végezte el a Han-dinasztia (漢朝), mely Kr. e. 202-től Kr. u. 220-ig állt a Kínai Állam élén. Különösen nagy szerepe volt e harcokban Wudi császárnak (Han Wudi 漢武帝). Célja az volt, hogy a hunok egységét, katonai és diplomáciai eszközökkel megossza, s a hunok vagy fogadják el a betelepült népi és tartományi státust, vagy távozzanak az északi határvidékről. A kínai diplomácia egyik fontos fölismerése az volt, hogy ha a hun nagykirályhoz a császár lányai közül küld feleséget, előbb-utóbb folyamatossá teszi a kínai jelenlétet és hagyományt a hun nagykirály udvarában. Huhanye (Huhanxie, 呼韓邪) shanjüt és feleségét ábrázolja az Ősi kínai művészeteket bemutató füzet címlapja is, a bal fejedelmi pár alakjában. Ez a szobor Hohhotban található. A kínaiak a katonai megoldást pedig azzal érték el, hogy a kínai hadvezetés fokozatosan átvette a lovasnomádok hadseregfejlesztési vívmányait: lovasságát versenyképessé tette a hunokkal szemben.
A Kr. születése körüli időkre Kína elérte azt, hogy az addig egységesen föllépő hunok négy nagy csoportra váljanak szét. A hunok egy része, a Déli Hunok népe meghódolt Kínának (ők az ősi ordoszi területeket lakták). Tongwancheng nevű fővárosukat éppen a mostani időkben (2001 után) tárják föl kínai archeológusok. Ma úgy tudjuk, hogy ez az egyetlen olyan város, amelyet a hunok építettek, de romjaiban fönnmaradt régészeti bizonyítékául a fejlett hun műveltségnek. A kínai birodalmi szemlélet alapján a hunok Kína nemzetiségei voltak. Valójában talán szorosabb a kapcsolat a hunok és a hanok között. A mai uralkodó kínai népnek önelnevezése: han. Ennek az elnevezésnek az eredete valószínűleg a Kínát egyesítő Csin-dinasztiát követő Han-dinasztia korára megy vissza, de lehet ősibb is. A kínai krónikák a hunokat Kínából kitelepült lázadóknak tartják, még a Hszia-dinasztia korából. Elgondolkoztató az az évezredes küzdelem, amit a kínai állam folytatott az északi határon túl élő hunokkal s később más nomádokkal. Ugyancsak a két népi erő - ami két életmódot jelent - katonai összemérhetőségét igazolja a kínai nagy fal is. Az Északi Hunok népe Csi-Csi shanjü (Zhizhi shanyu, 郅支單于) vezetésével Dzsungárián át Közép-Ázsiába települt. Őket ott is tovább üldözte a Kínai Birodalom hadserege és meglepetésszerű támadással megölte a shanjüt és környezetét. A Közép-Ázsiában és Dél-Szibériában föllelhető hun üstök és részleges lovastemetkezések alapján ma azt feltételezhetjük, hogy a hunok nyelvét vették át közlekedő nyelvként a hantik és a manysik. Az Északi Hunok népe több évszázadon át élt Dél-Szibériában, erőt gyűjtött és 375-ben, Balambér (Valamibir) vezetésével átlépte a Volgát, és előbb az alánokat, majd a keleti gótokat és a nyugati gótokat hódoltatta és bejött a Kárpát-medencébe. 
A korai Han korszakban ismét nyugatra került a főváros, Csanganba, míg a késői Han korszakban megint Lojangba költözött. Legjelentősebb uralkodója a korai Han korszaknak Vu Ti császár. Több mint 50 évig uralkodott, a Kr. e. 2. és 1. század fordulóján (Kr. e. 141-87). Uralma alatt történt a hunok elleni sikeres hadseregfejlesztés, a vasgyártás is megindult Kínában és a sólepárlás is. A papíröntési technológiában olyan fejlettségi szintet értek el, hogy egy 9000 szavas szótár is megjelenhetett. Koreáig és Vietnámig terjesztette ki a kínai állam hatalmát Vu Ti császár. A korai han-dinasztia császárai halomsírba temetkeztek. A Wei folyó völgyében sorakoznak a korai han császárok piramisai, melyek közül a hosszú ideig uralkodó és ezalatt síremlékét folyamatosan építő Vu Ti császáré a legnagyobb.

### Tang-kori virágzás
A lovasnomád népekkel állandóan hadakozó Kína a türk népekkel szemben is sikeresen megvédte államát. A Tang-dinasztia (唐朝) (618 - 906) nagy uralkodója volt Taj-cung (626-649) császár (Tang Taizong, 唐太宗), a dinasztia második császára. Személyes neve Li Shimin volt, s ez egy kínai mondás rövidített formája is: 濟世安民, jishi anmin = mentsd meg a földet és békítsd össze az embereket. Síremlékének híres lovasszobrait a modern művészettörténet is számon tartja. Ő volt az, aki Cs'angant újjáépíttette 634-től.
A következő uralkodócsalád a Szung-dinasztia (1288-ig), akiket a mongol uralkodóház, a Jüan-dinasztia követett. A mongolok elfoglalták ugyan Kínát, de néhány generáció után beolvadtak és kínaivá váltak. A késő középkori Ming-dinasztia (1368–1644) idején (1410-től) épült meg Kína északkeleti fővárosa, Peking. A kínai uralkodóházak sorát a mandzsu eredetű Csing-dinasztia zárja (1644–1911).
Kína 4000 évre visszatekintő történelme csodálatos régészeti leletegyüttesekben is nyomon követhető. Megismerkedhetünk a halomsírba temetkező, de oda egész agyaghadseregét magával vivő Csin Shi Huang-Ti császár emlékeivel, az Észak-honani Anjangban talált állatcsontokkal (jóslócsontoknak nevezik őket), melyeken Sima Qian királylistáját is megtalálták, és így a Han kori történetíró adatait hitelesíteni tudták írásos régészeti lelettel. Hszian közelében egy érintetlen fejedelmi sírt találtak a régészek, ahol Vudi császár öccse és felesége volt eltemetve. Az együttes kora a Kr. e. 2.-1. szd.
Kína kincsei kimeríthetetlenek. Még nem is szóltunk a híres porcelánról, harangokról, írásművészetről, a selyem művészetéről, s a jól ismert műszaki alkotások is jobbára említés nélkül maradtak (iránytű, puskapor, papír, számszeríj) s a híres kínai iskolarendszert és vizsgarendszert sem említettük. De ha megkedveltük a távoli Kína műveltségét, akkor már könnyen utánanézhetünk az olvasás közben fölmerülő kérdéseknek is.
Az a gazdag kapcsolatrendszer, ami bennünket Európában az ősi Kína mellől érkező hunokkal, és azokon keresztül Kínával összeköt, érdekessé és fontossá teszi a kínai művészet megismerését. A kínai művészet is gazdag tárháza a műveltségek rétegződésének, és annak, hogyan építi be a saját műveltségébe egy 4000 éve folyamatosan fejlődő állam a környezetében élő népek és a saját vívmányait. Az eurázsiai művészetek között kiemelkedően jelentős a kínai művészet és műveltség fejlődéstörténete, amely az eurázsiai művészeteknek az egyik máig fölnyúló ága. Évezredeken át megőrizte szépségét és kifejezőerejét, s nagy hatással volt a környező népekre is.

## Fordítás
- Ez a szócikk részben vagy egészben  a   Chinesische Kunst című német Wikipédia-szócikk ezen változatának fordításán alapul.  Az eredeti cikk szerkesztőit annak laptörténete sorolja fel. Ez a jelzés csupán a megfogalmazás eredetét és a szerzői jogokat jelzi, nem szolgál a cikkben szereplő információk forrásmegjelöléseként.